# Biserica de lemn din Nețeni

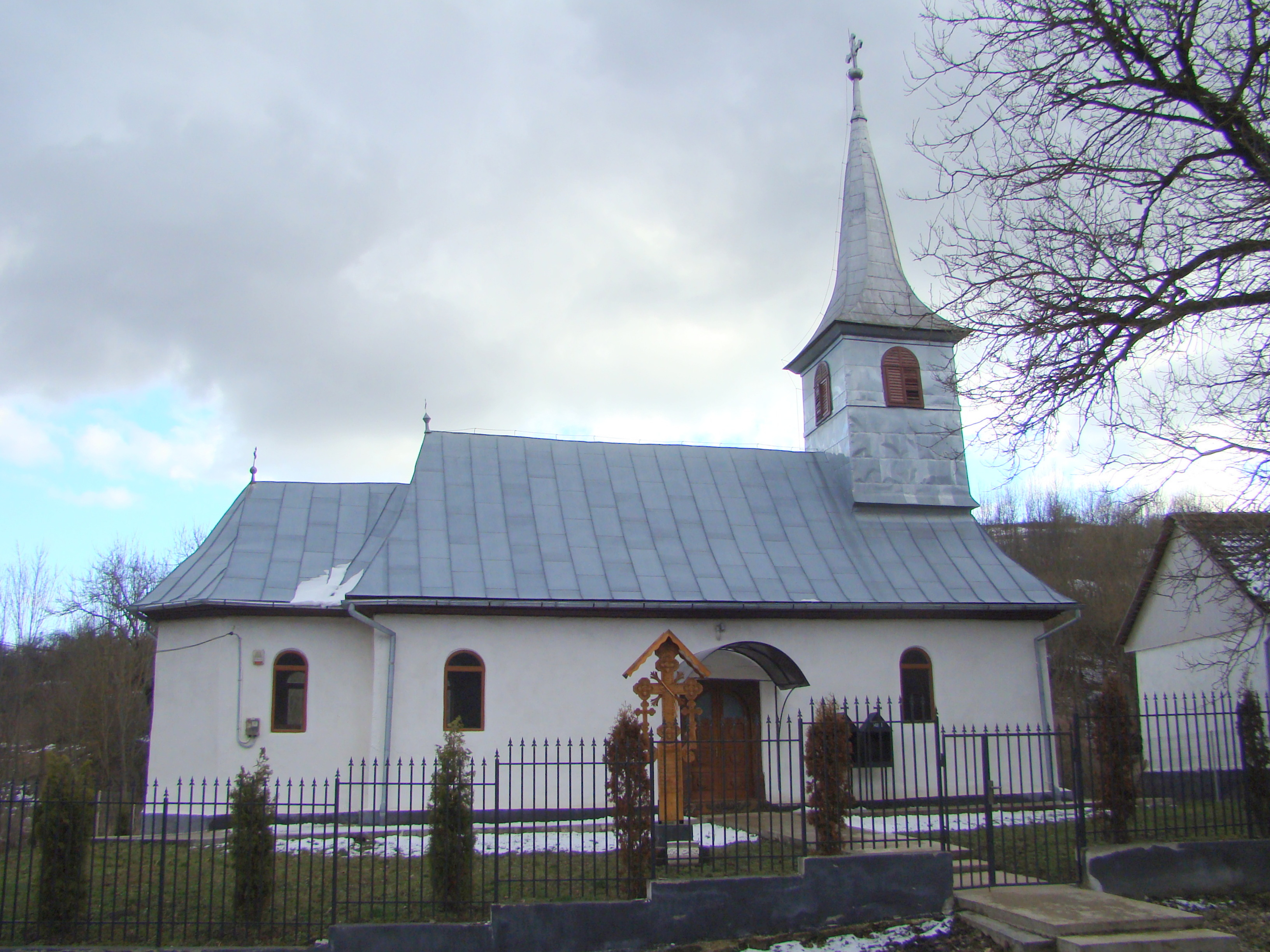
Biserica de lemn „Sfântul Dimitrie, izvorâtorul de mir” din satul Nețeni, foto: martie 2018.

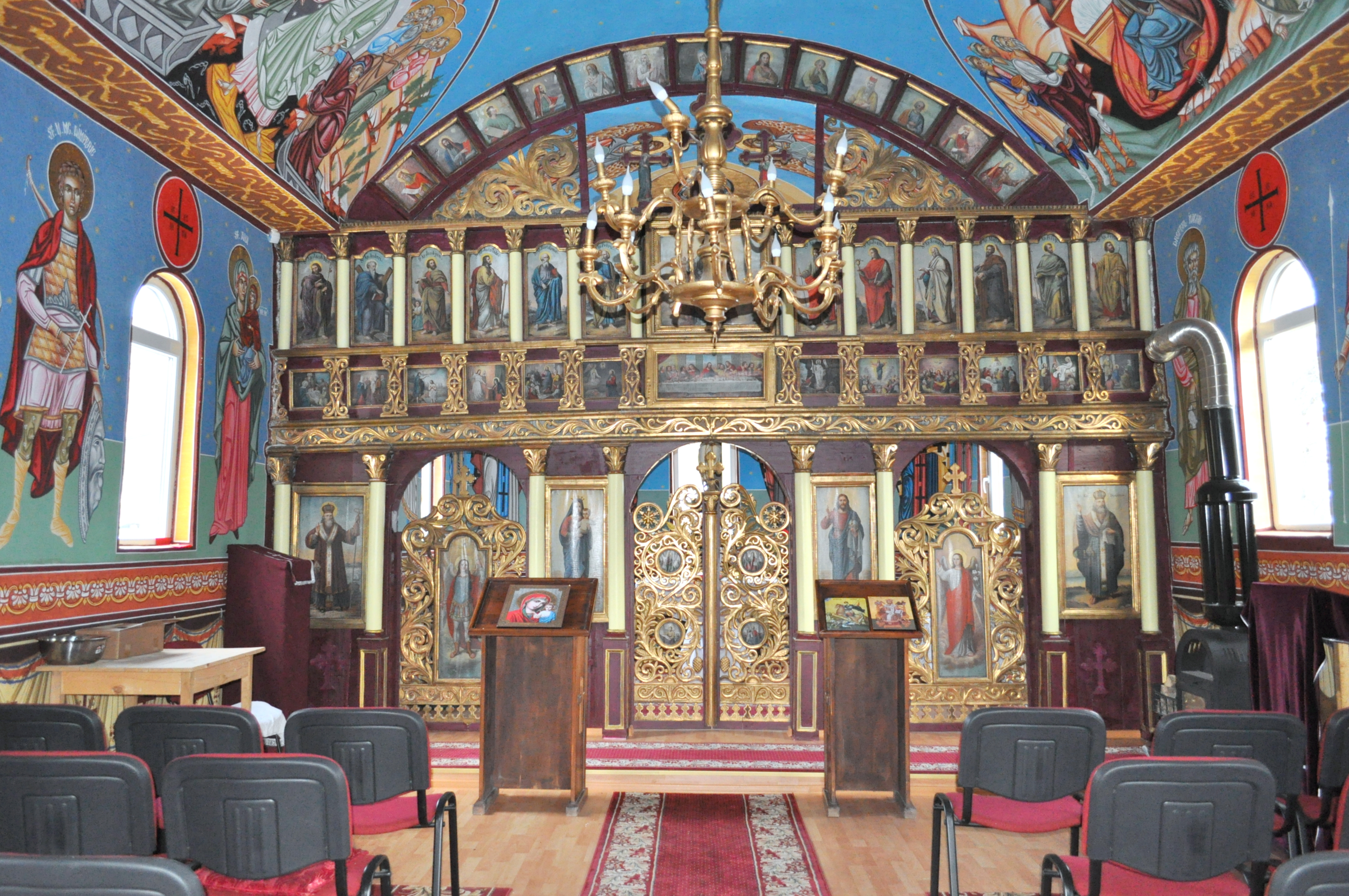
Nava spre iconostas

Biserica de lemn din satul Nețeni a fost construită în anul 1722. Are hramul „Sfântul Dimitrie, izvorâtorul de mir”. Ea deservește liturgic localitatea în care mai viețuiesc doar 13 persoane, majoritatea foarte în vârstă.

## Istoric și trăsături
Biserica din satul bistrițean Nețeni face parte din categoria „bisericilor călătoare”. Biserica a fost construită, din lemn, în anul 1722 în localitatea Deda, din județul Mureș. Biserica a fost mutată apoi în localitatea bistrițeană Monor, iar în 1890, când monorenii și-au construit o biserică nouă, a fost dezafectată, iar din materialul recuperat, reconstruită în Nețeni. 
Între anii 2014-2016, prin strădaniile preotului paroh Ioan Lucian Blaga, au avut loc ample lucrări de renovare, iar biserica a fost împodobită iconografic de pictorul  Simion Săsărman. Biserica a fost resfințită în data de 10 aprilie 2016 de I.P.S. Andrei, mitropolitul Clujului, alături de un sobor de peste zece preoți și diaconi. 

## Imagini din exterior

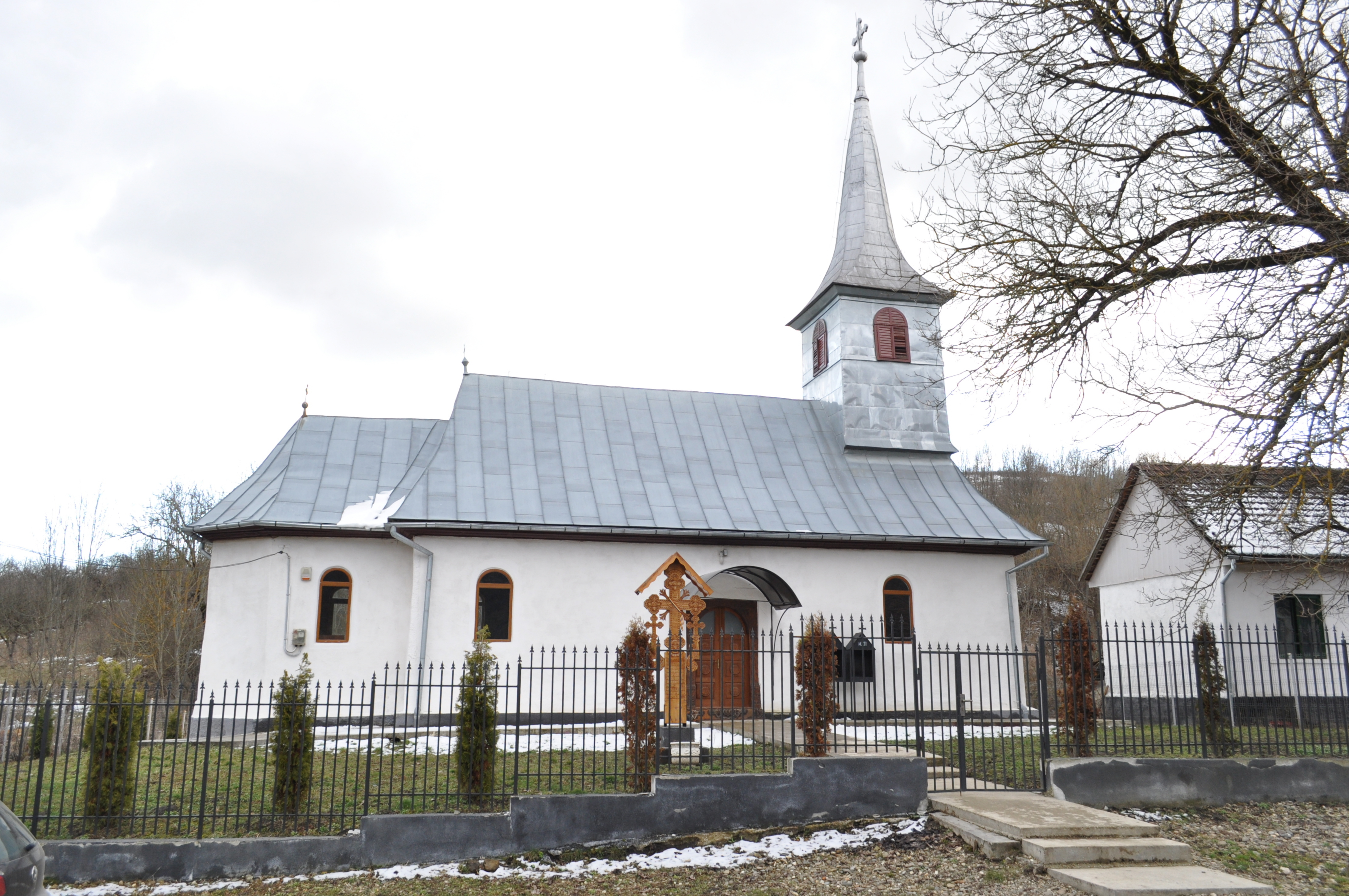
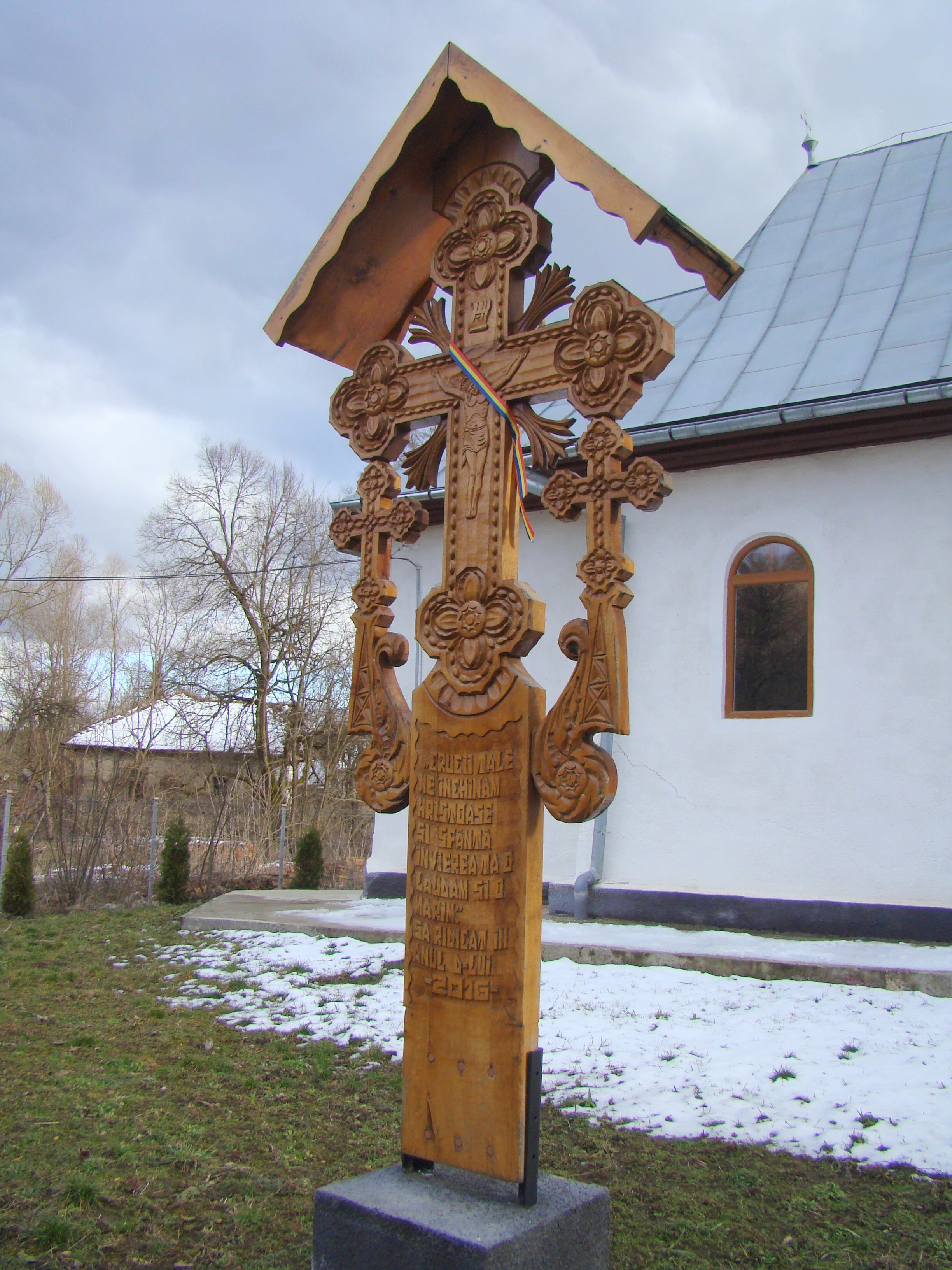
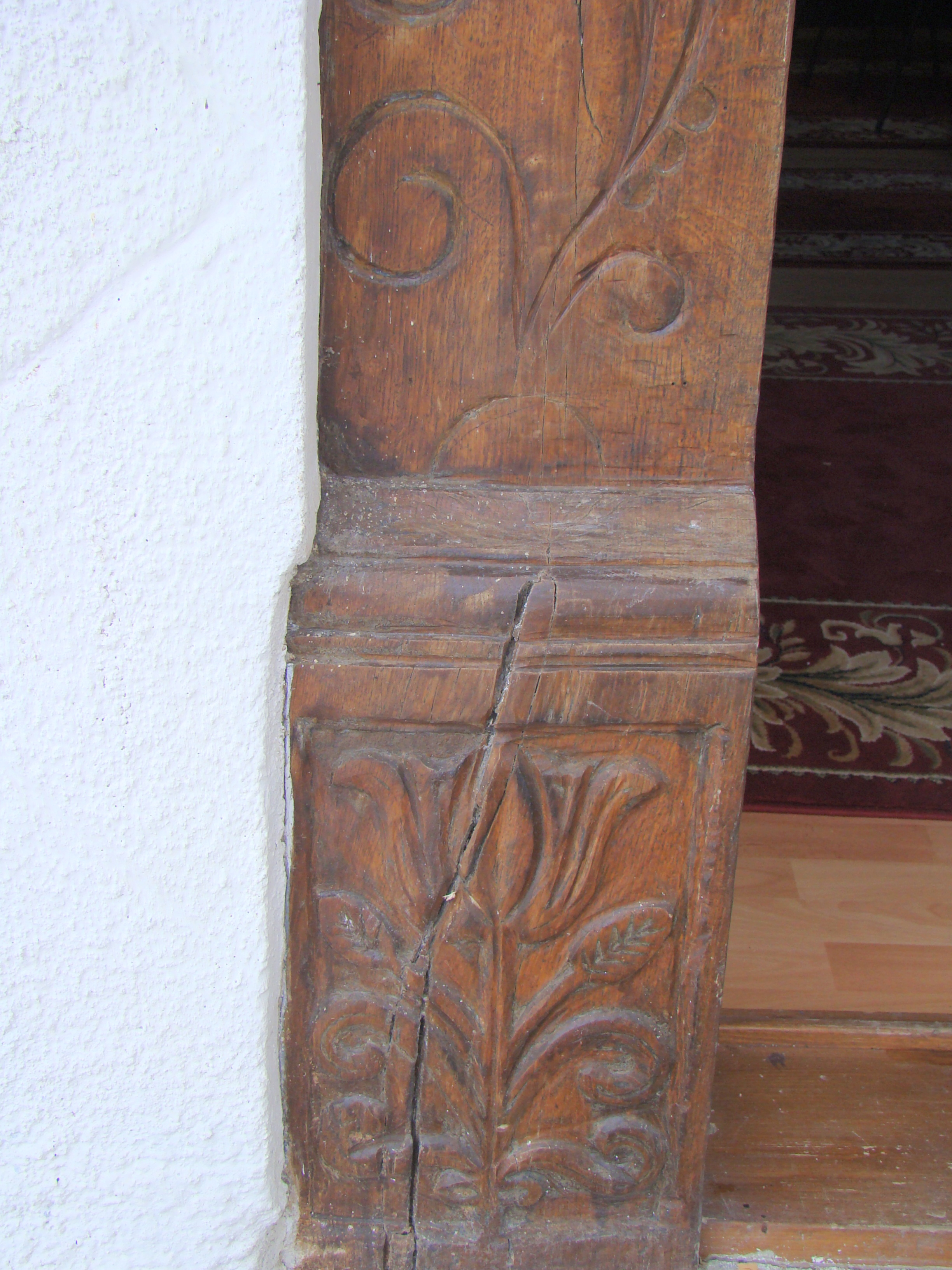
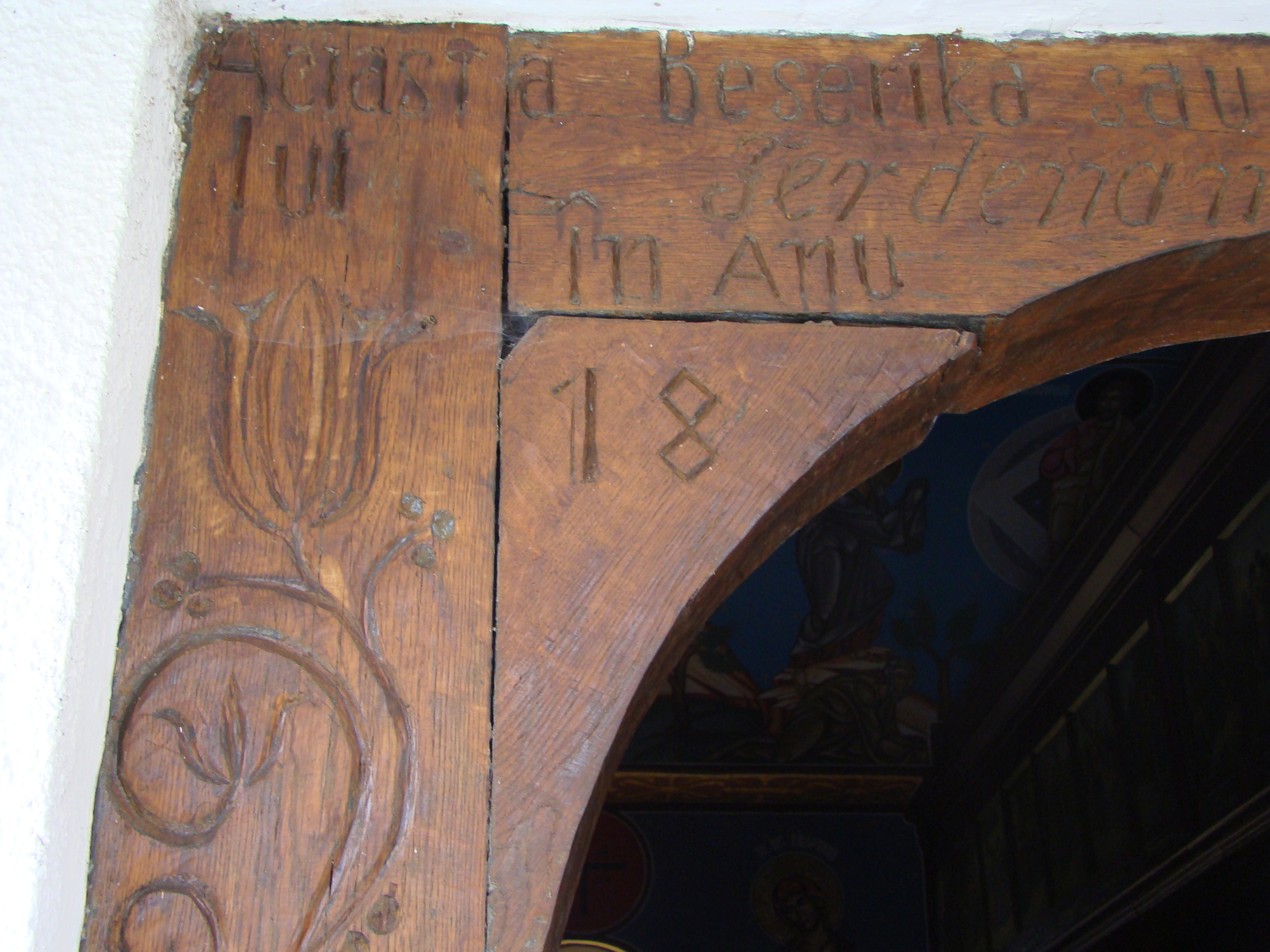
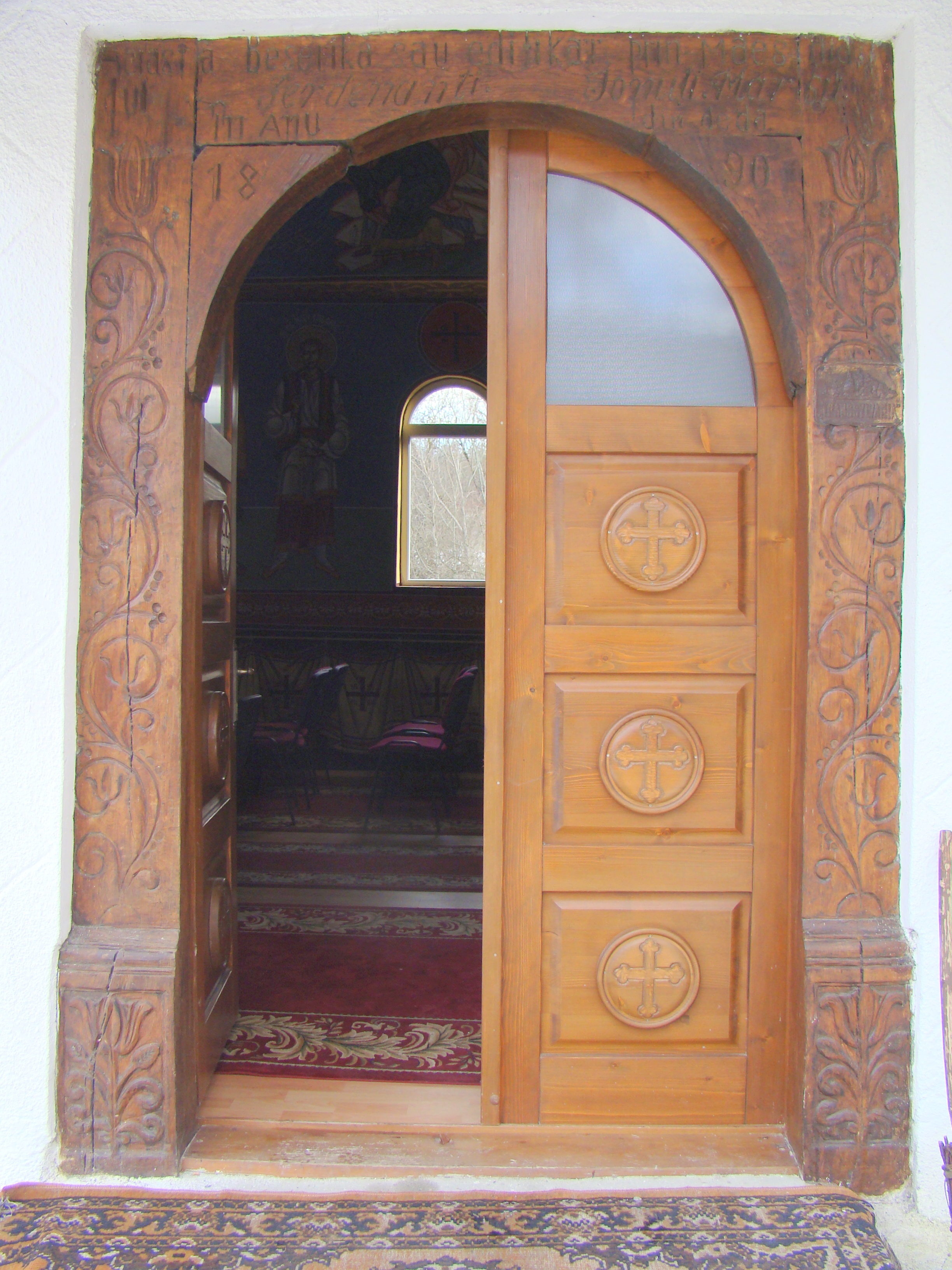
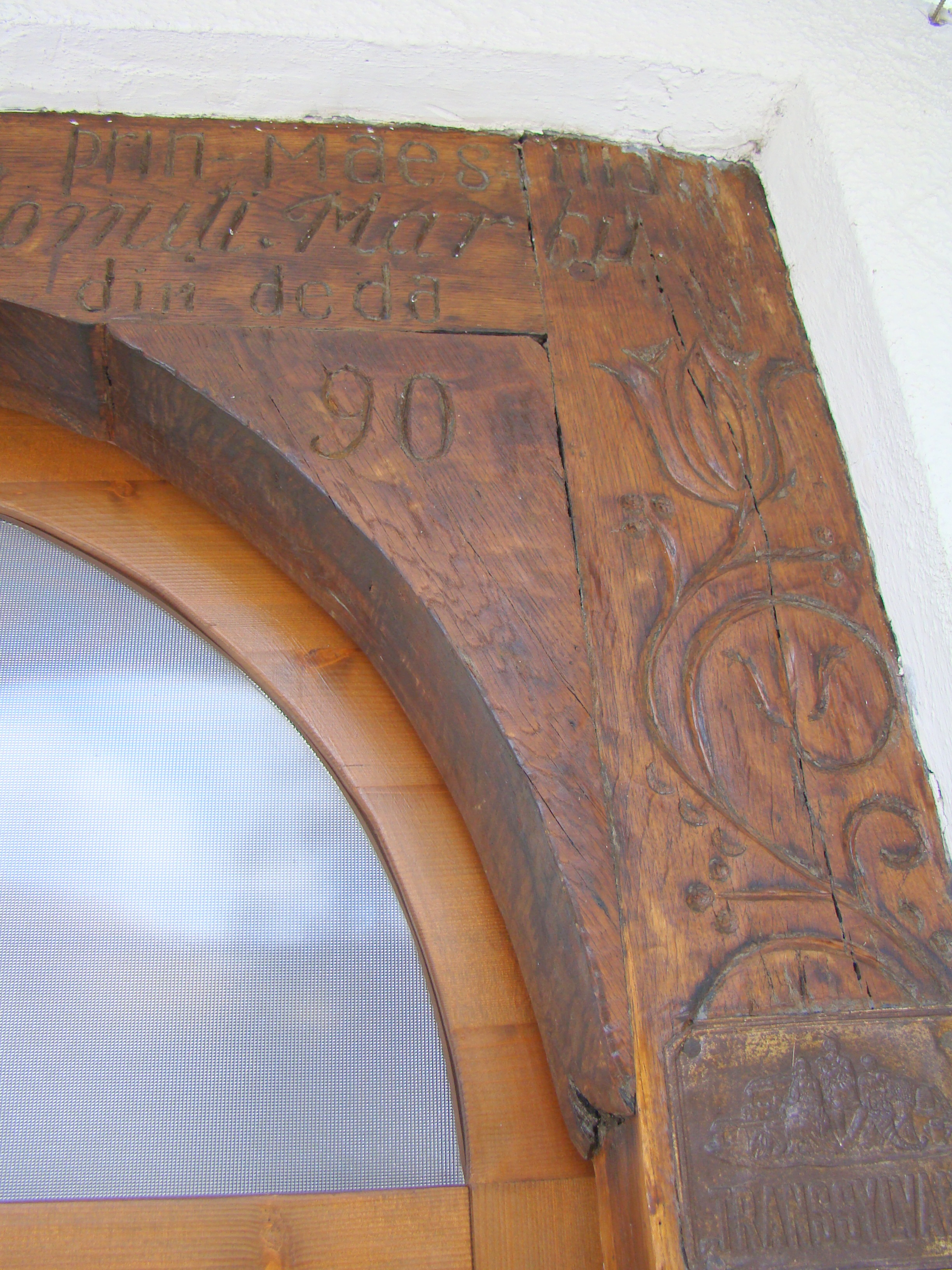
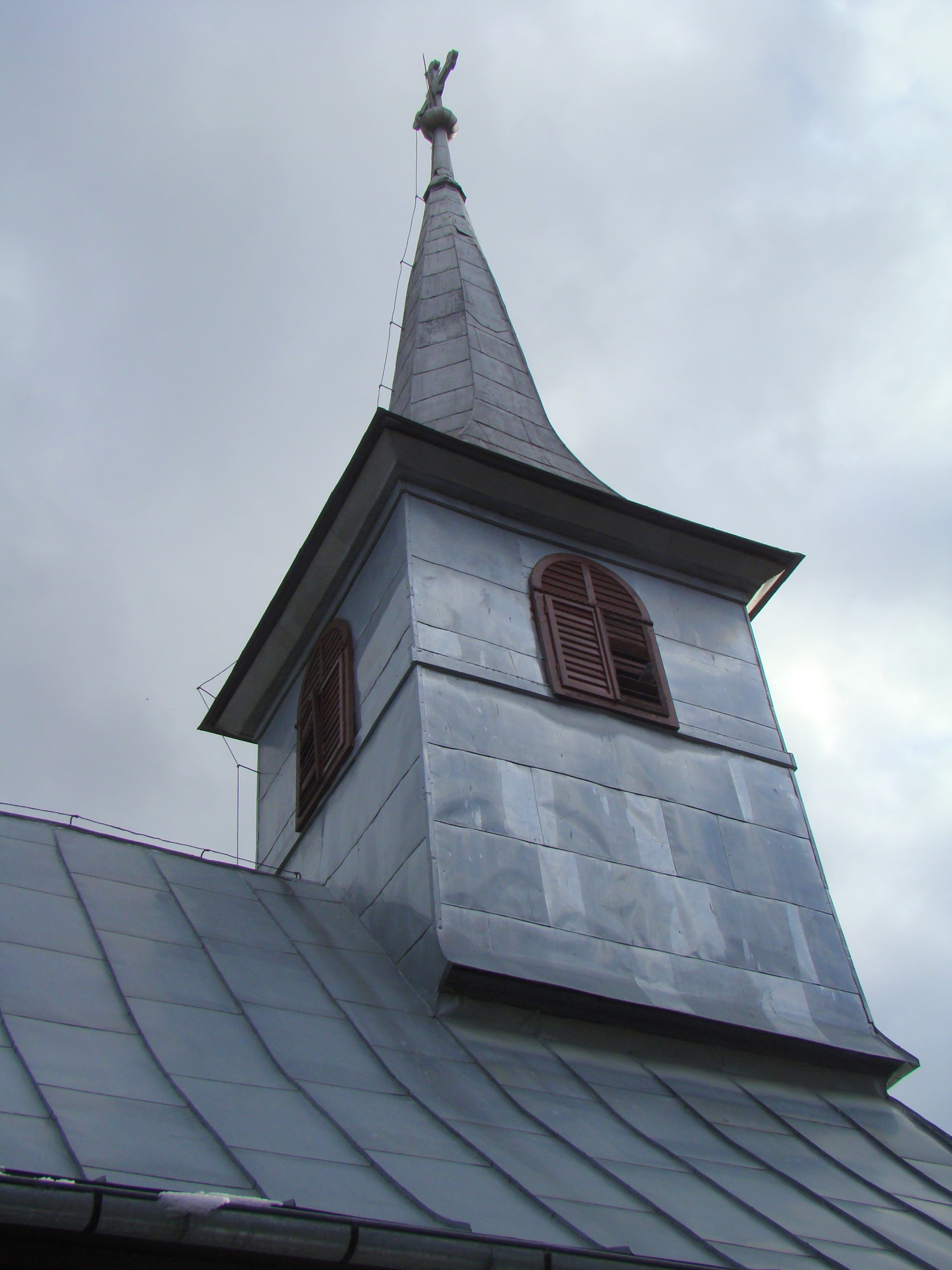
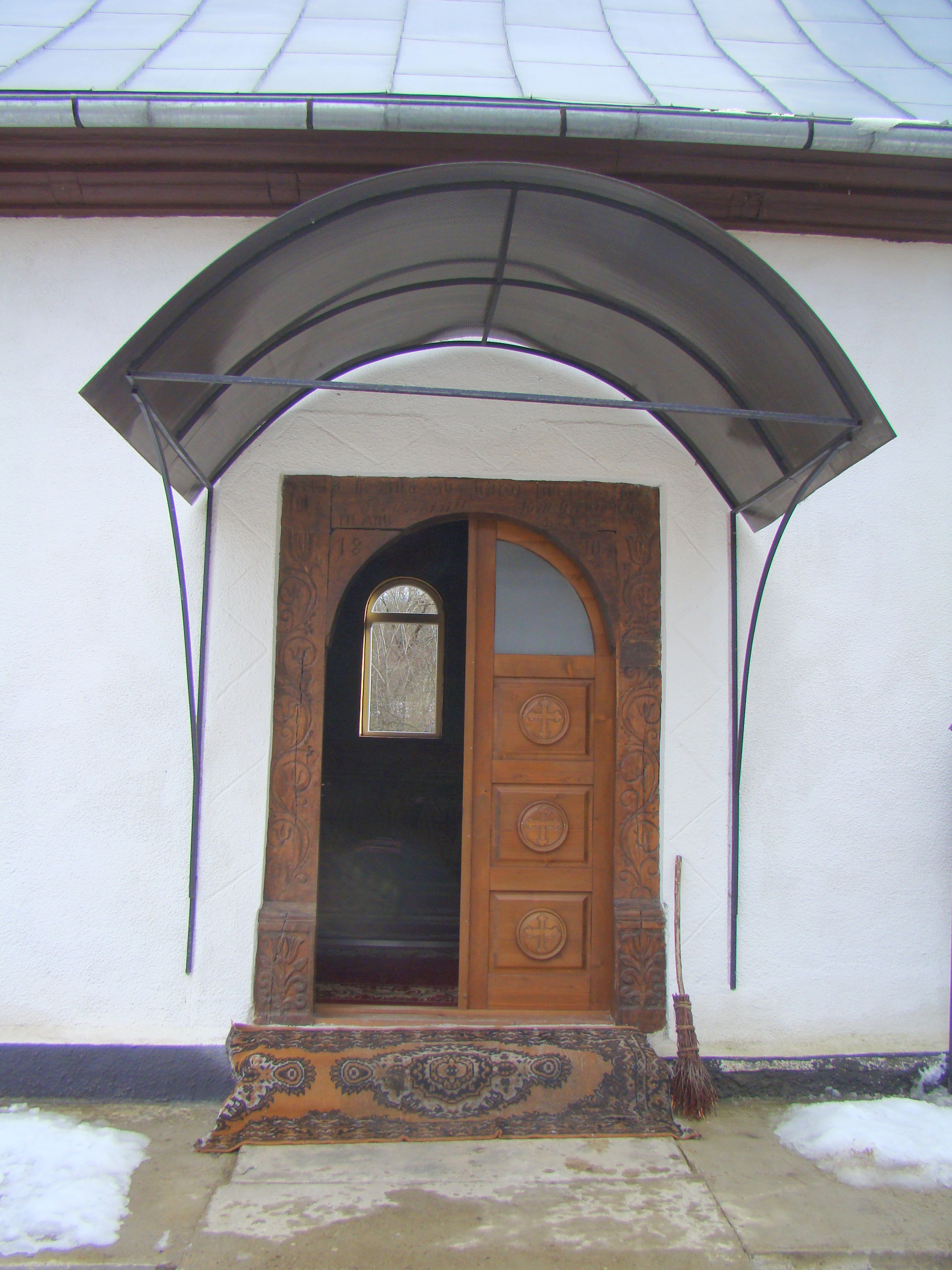
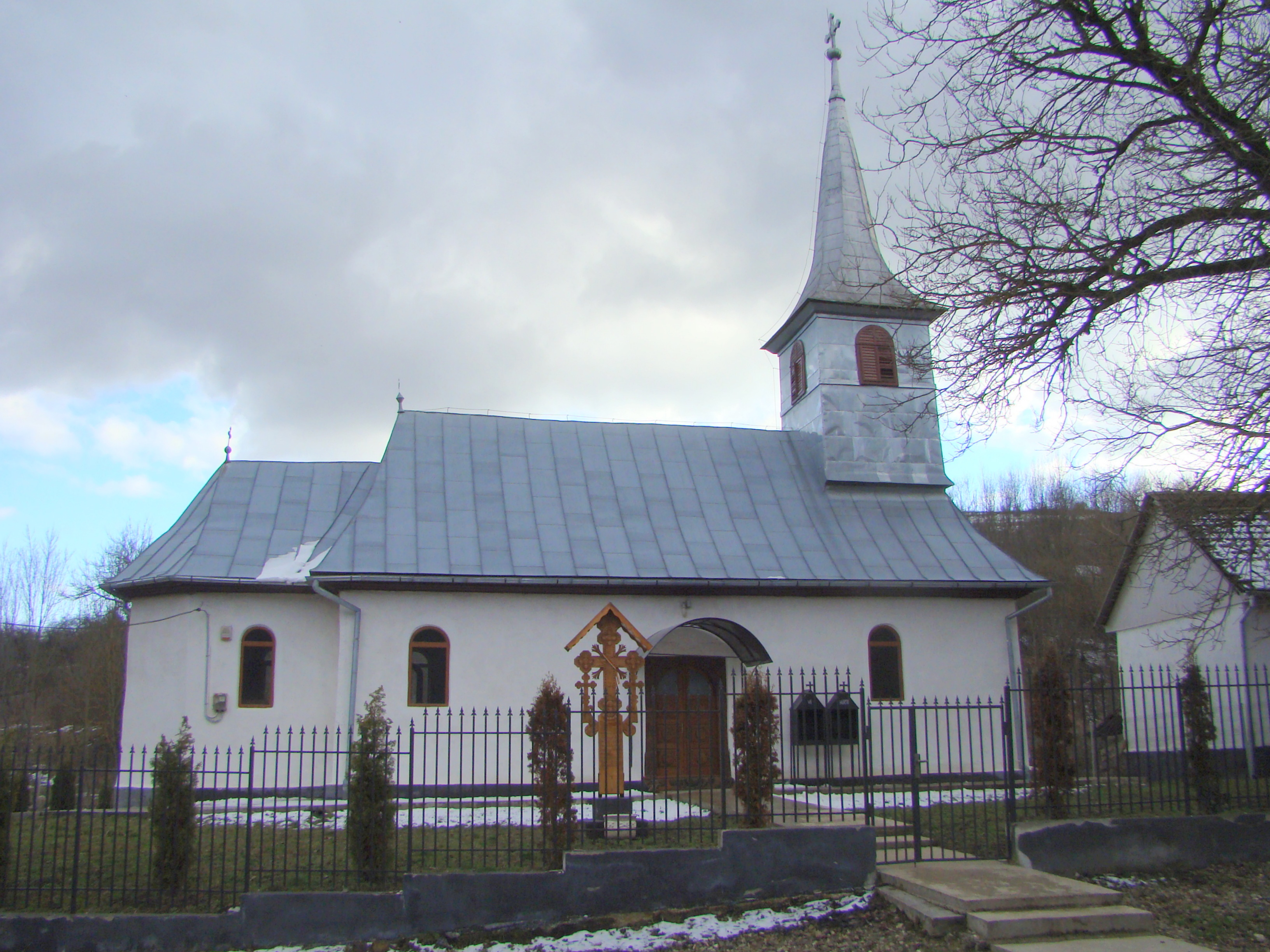

## Imagini din interior

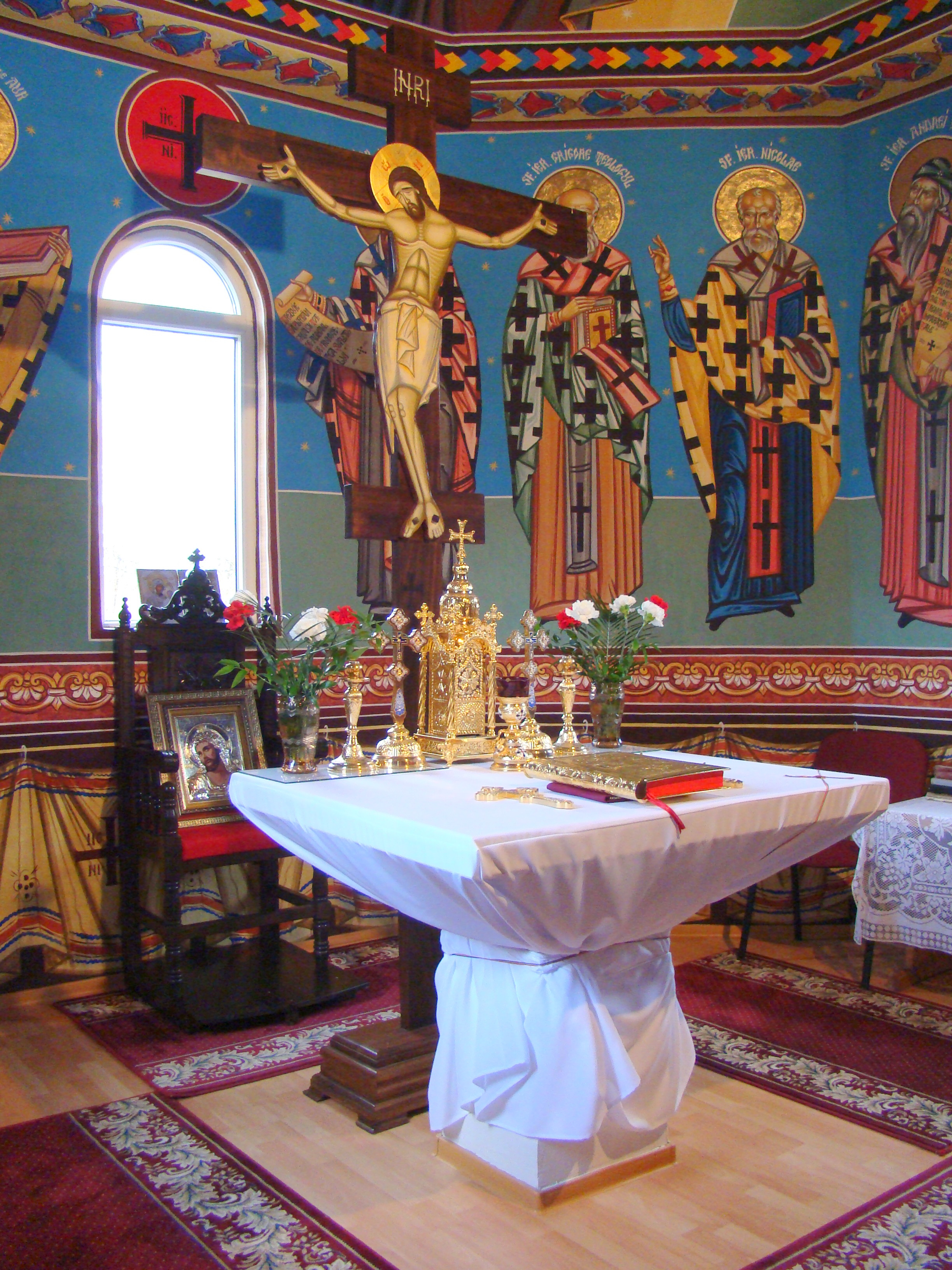
În altar
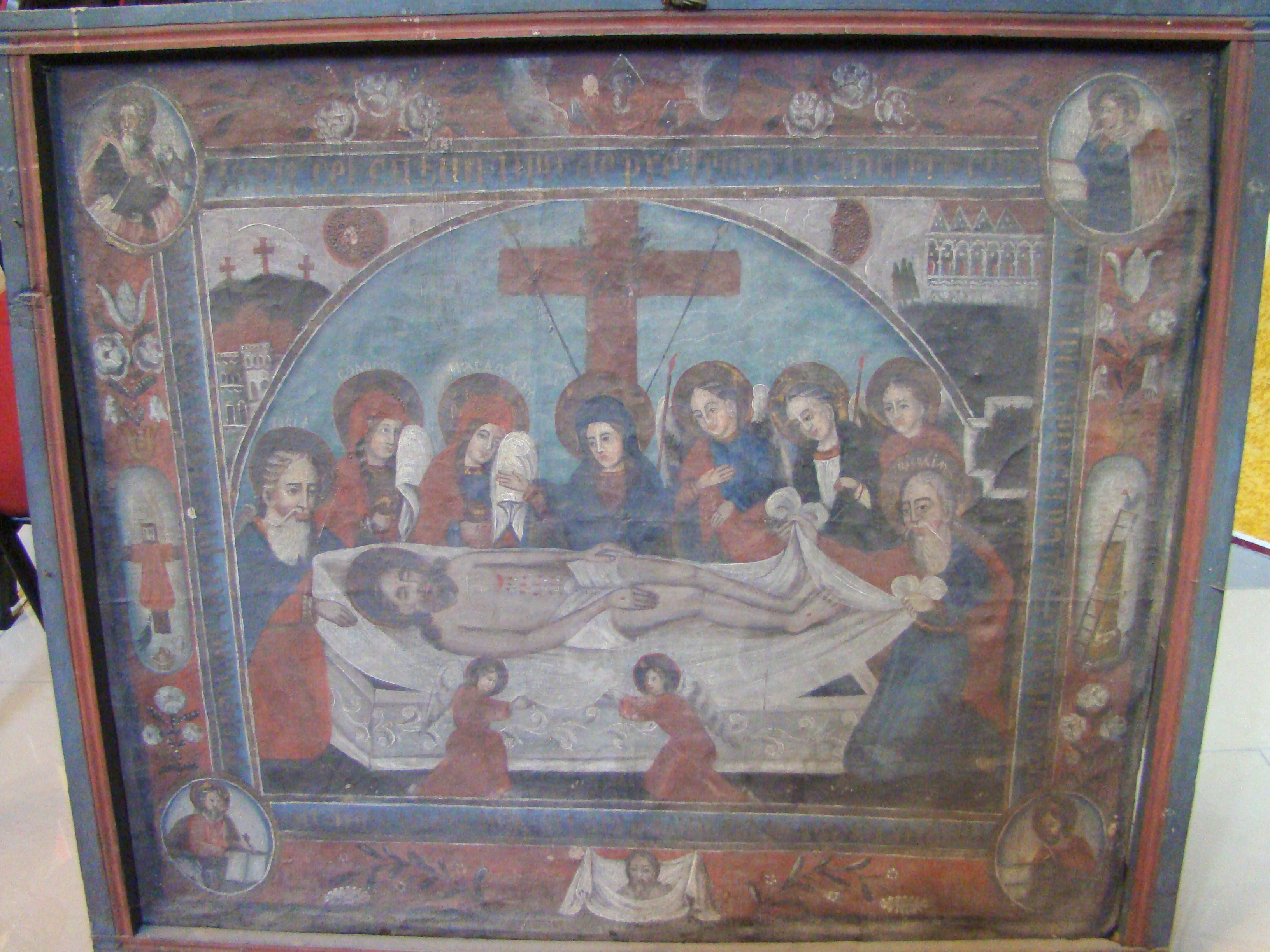
Epitaf (secolul XVIII)
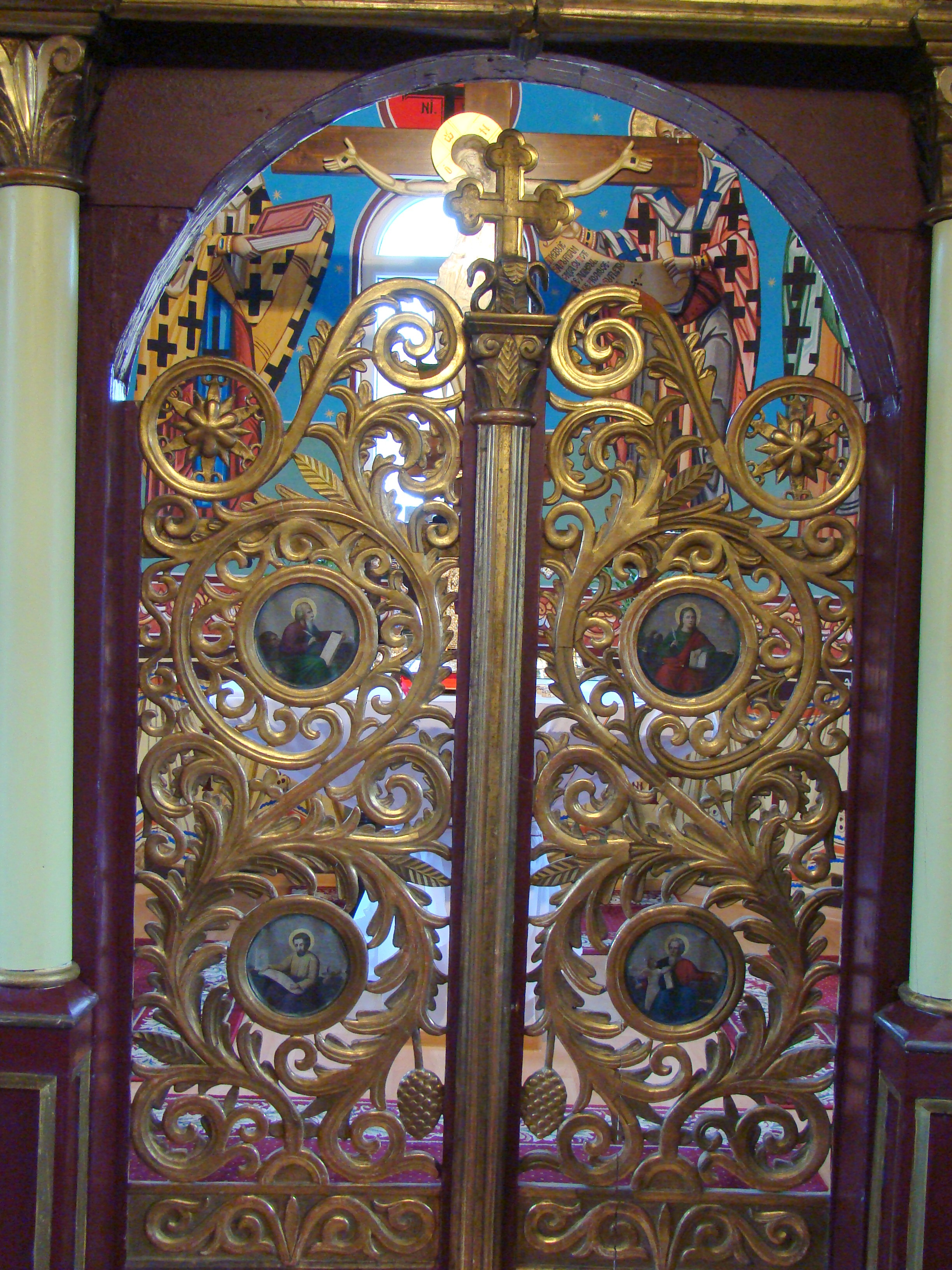
Uşile împărăteşti
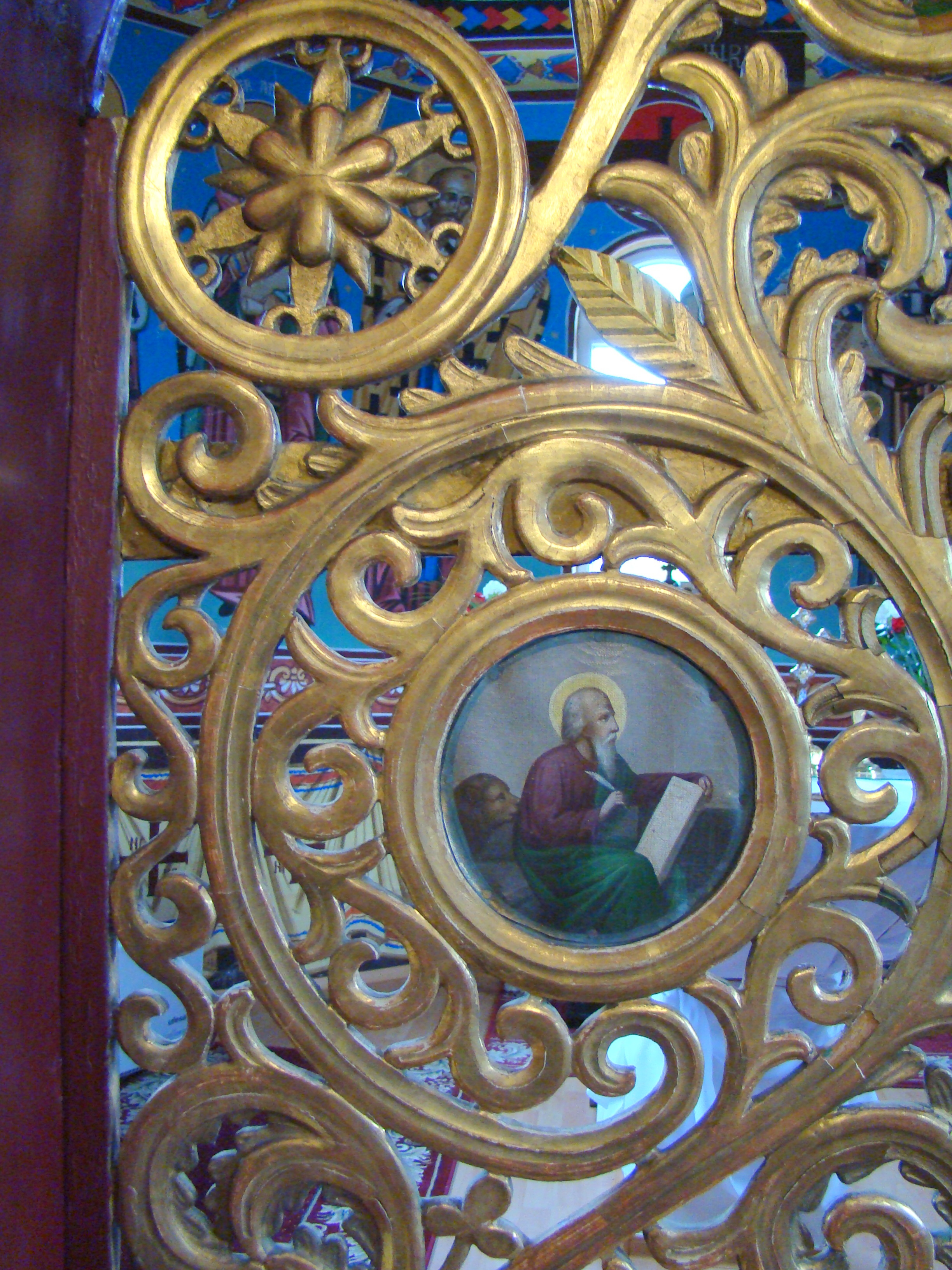
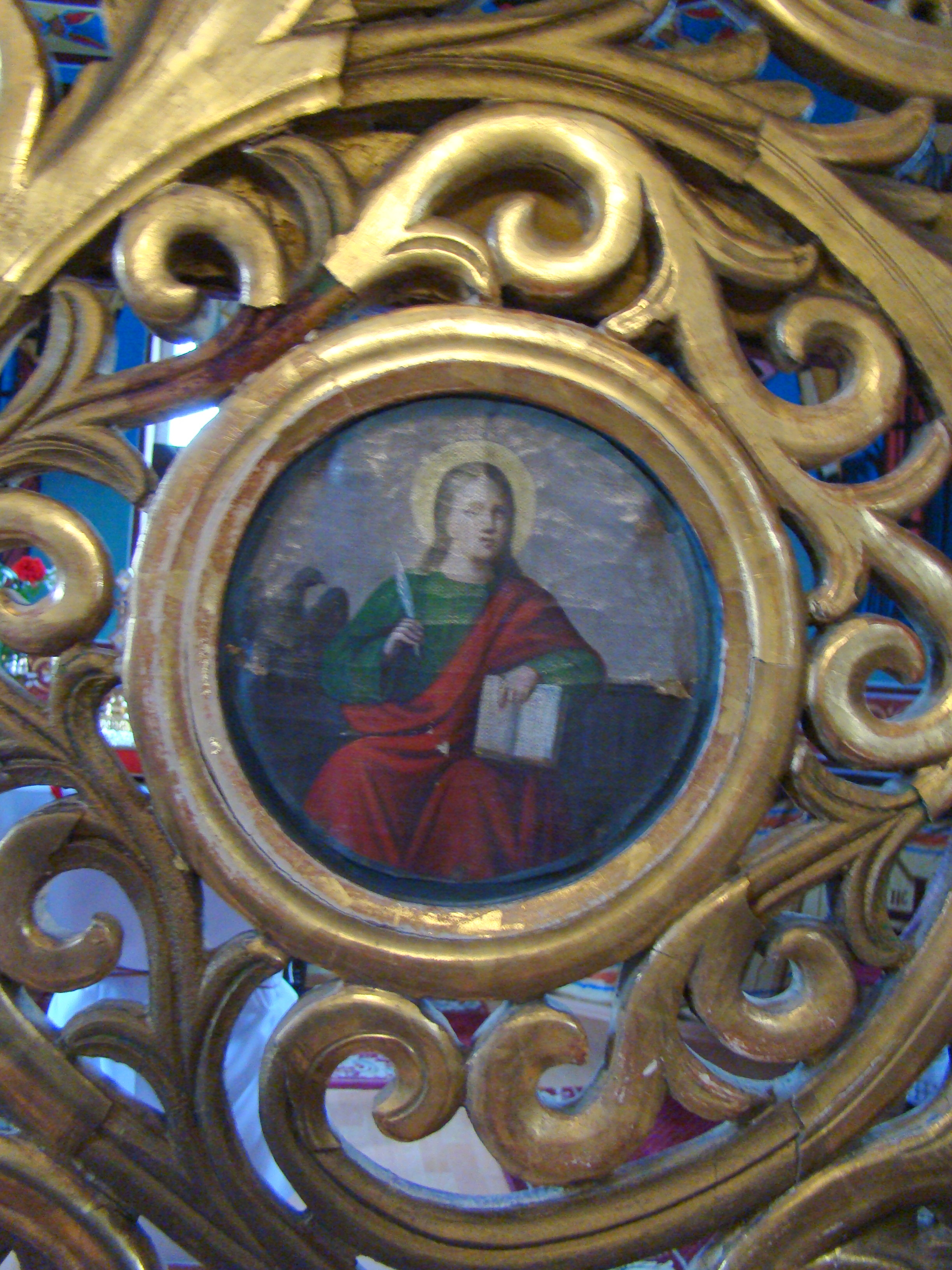
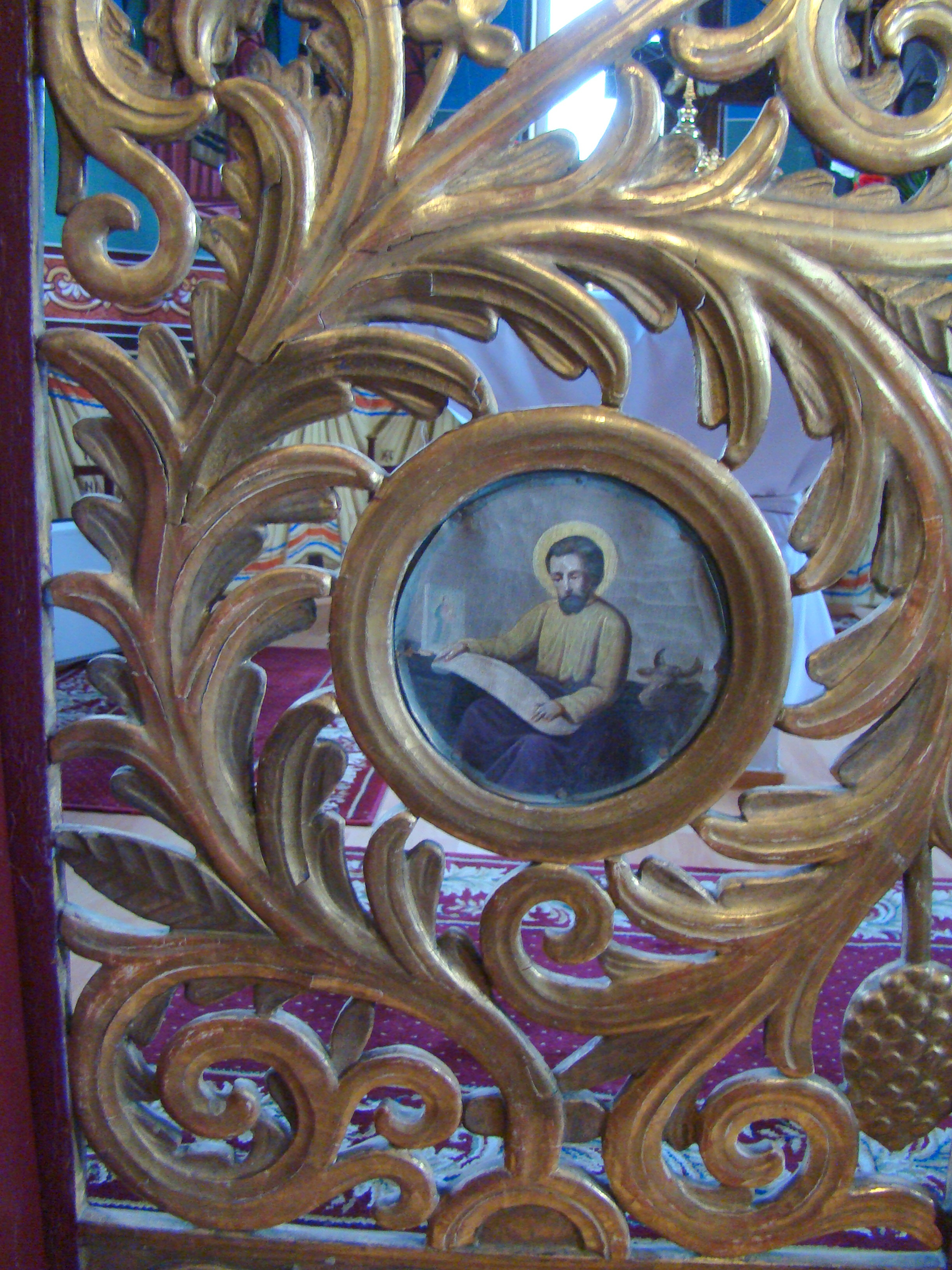
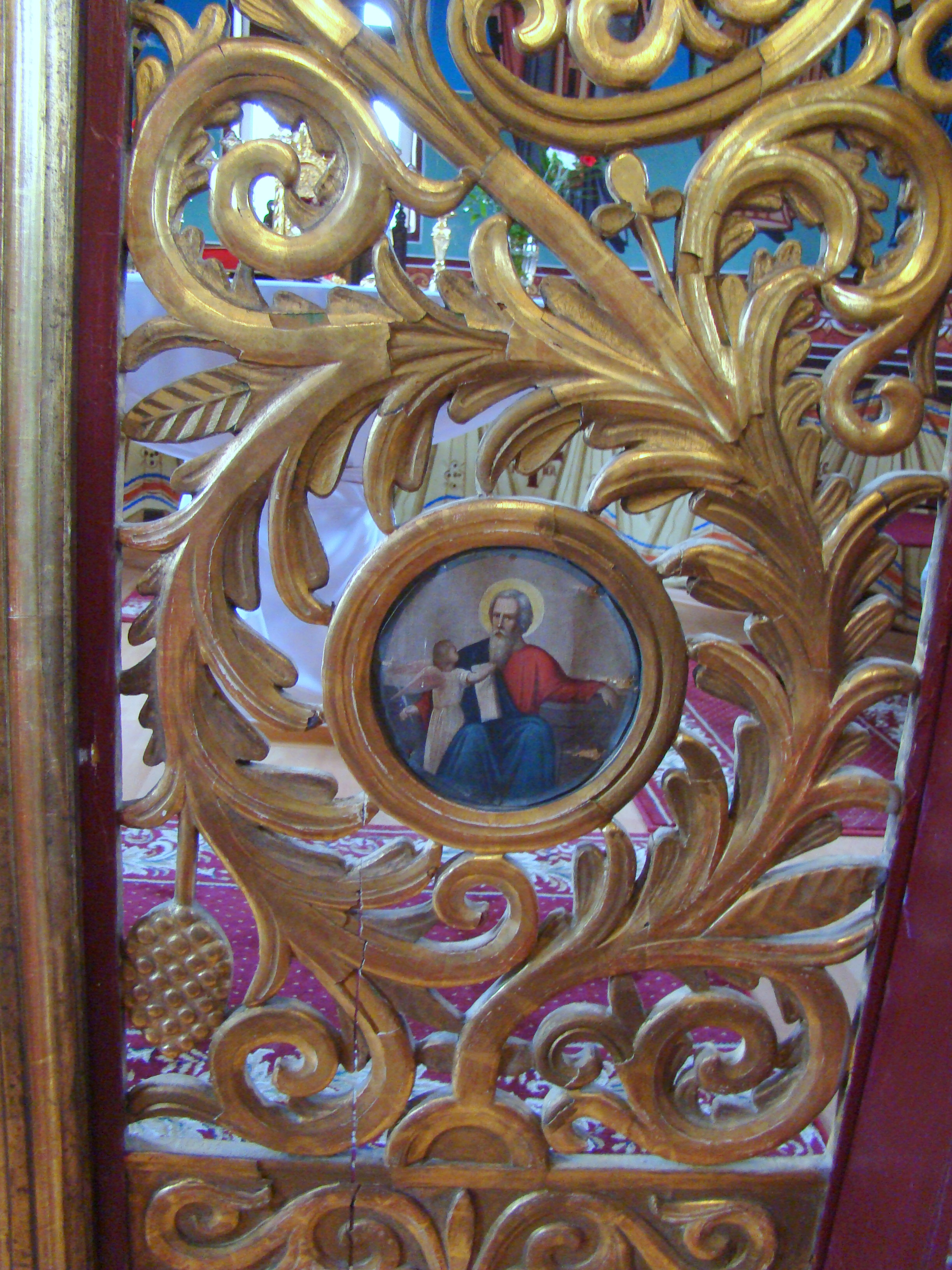
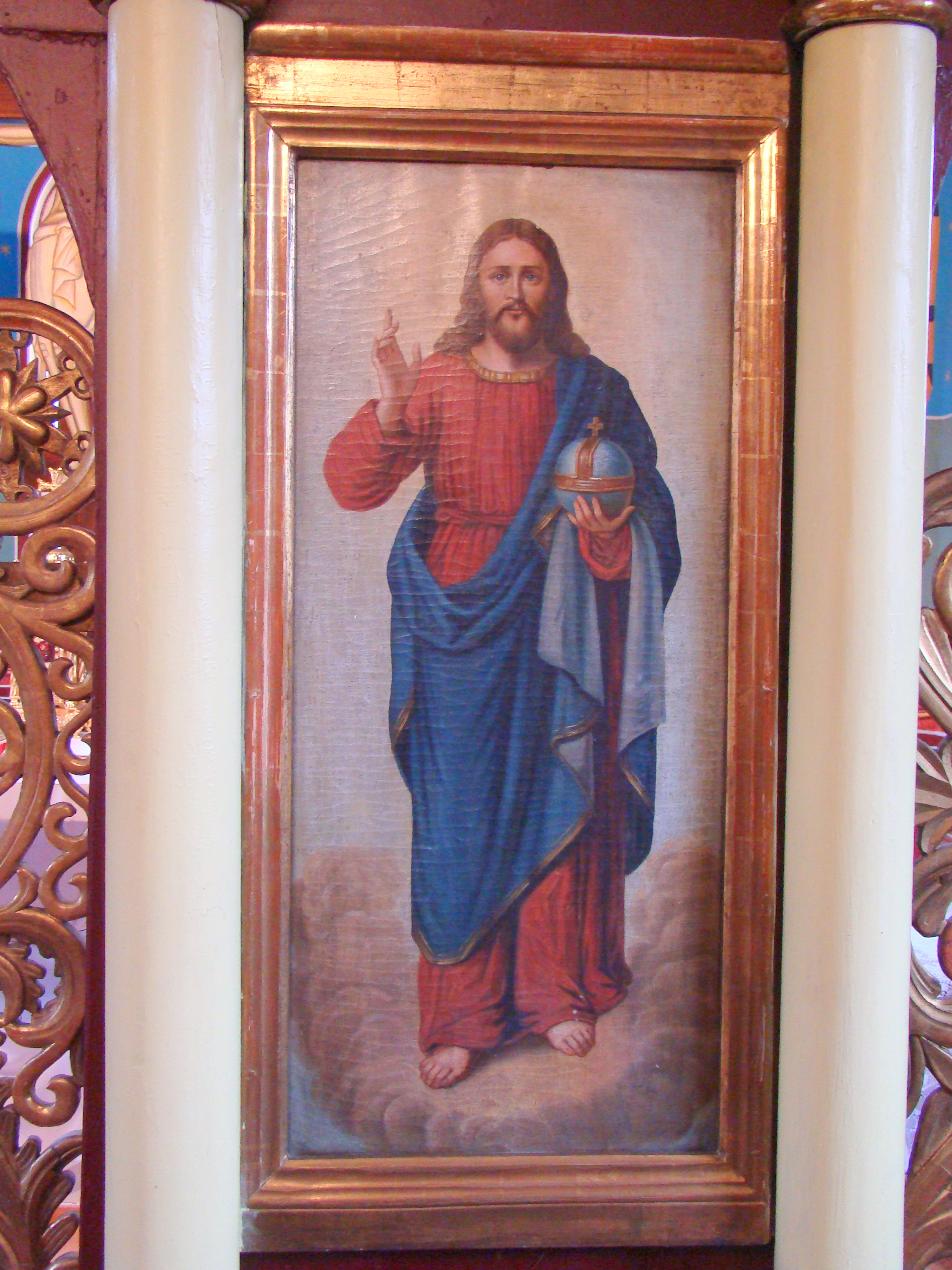
Icoana Mântuitorului
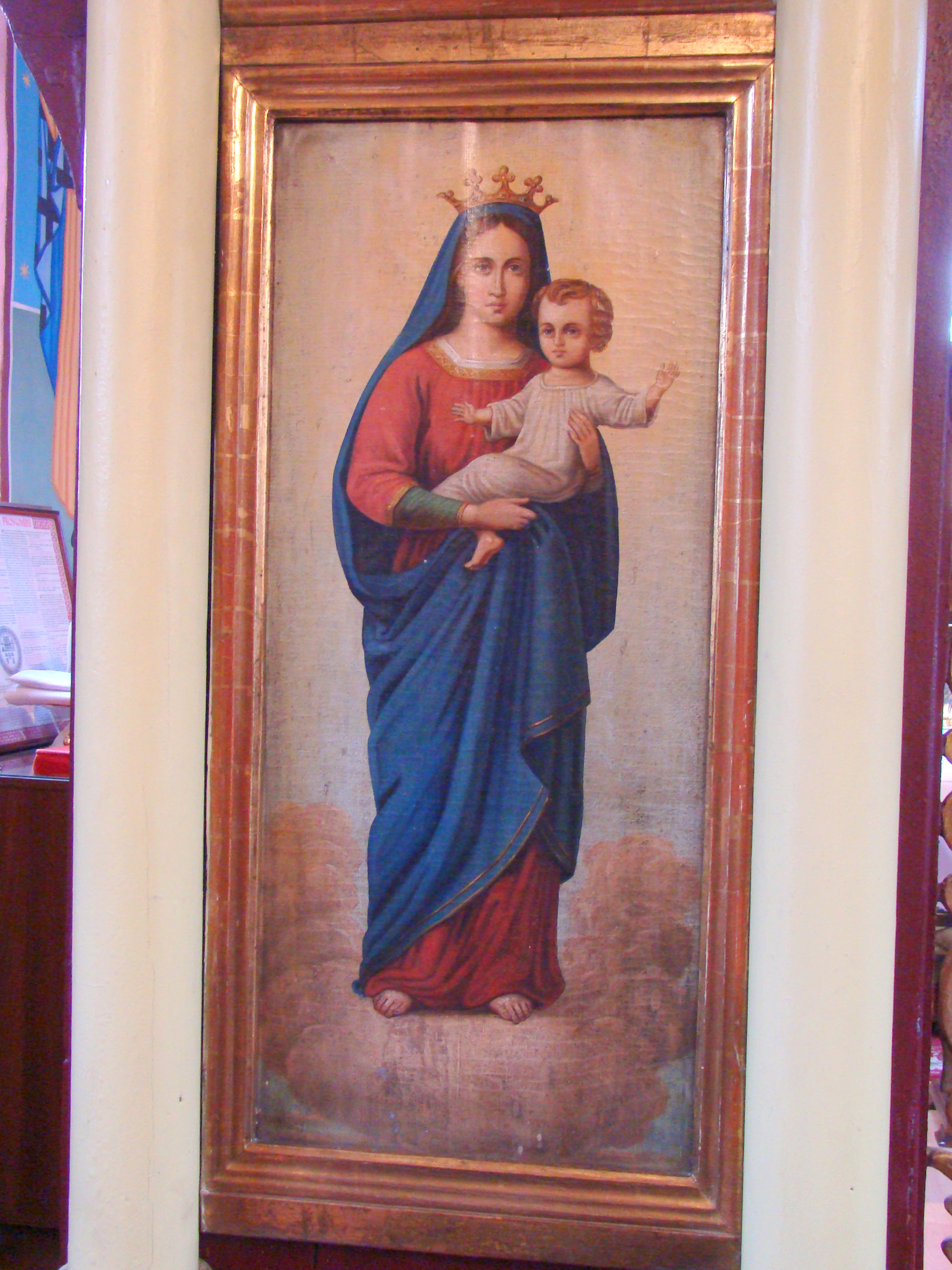
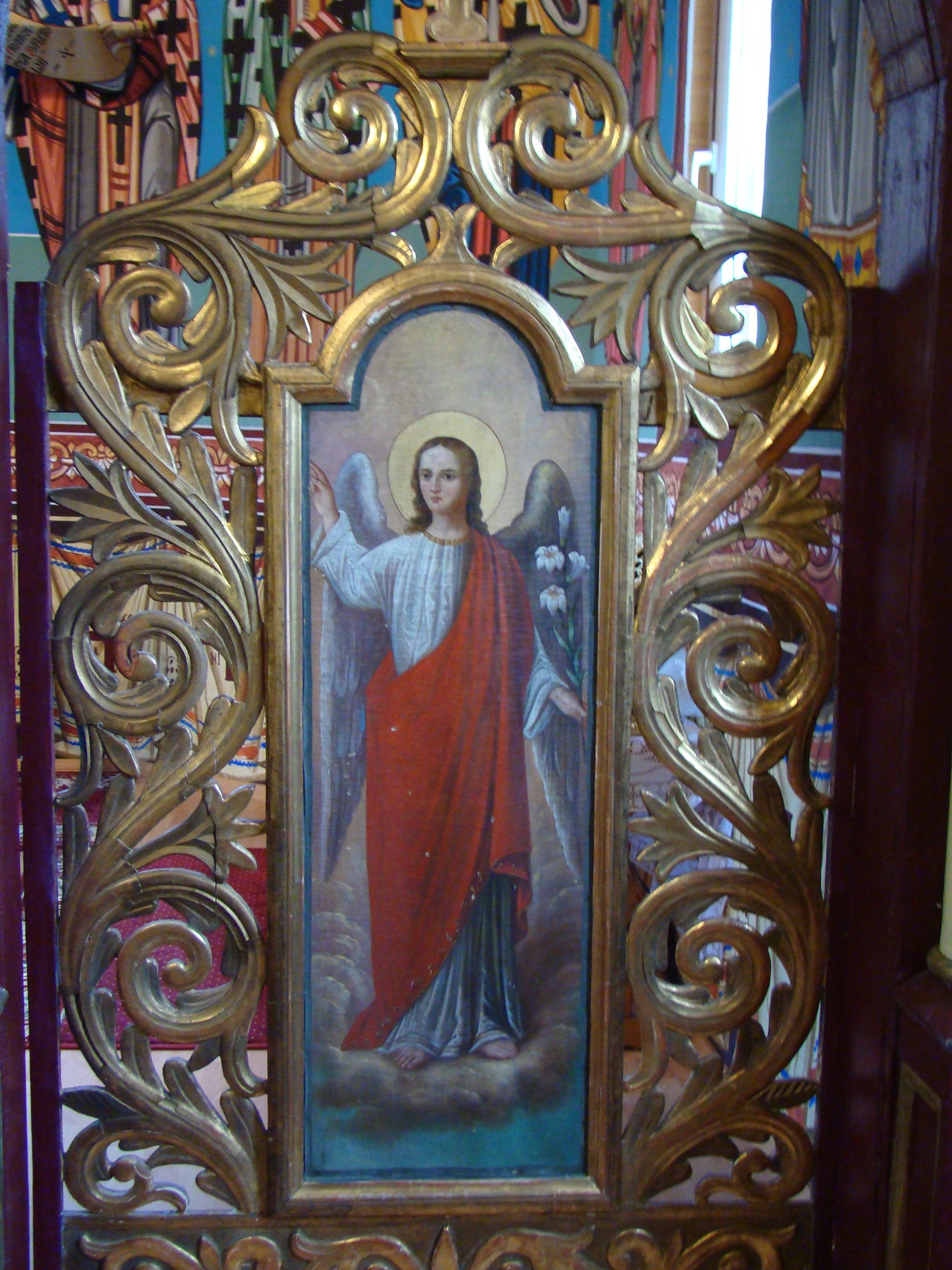
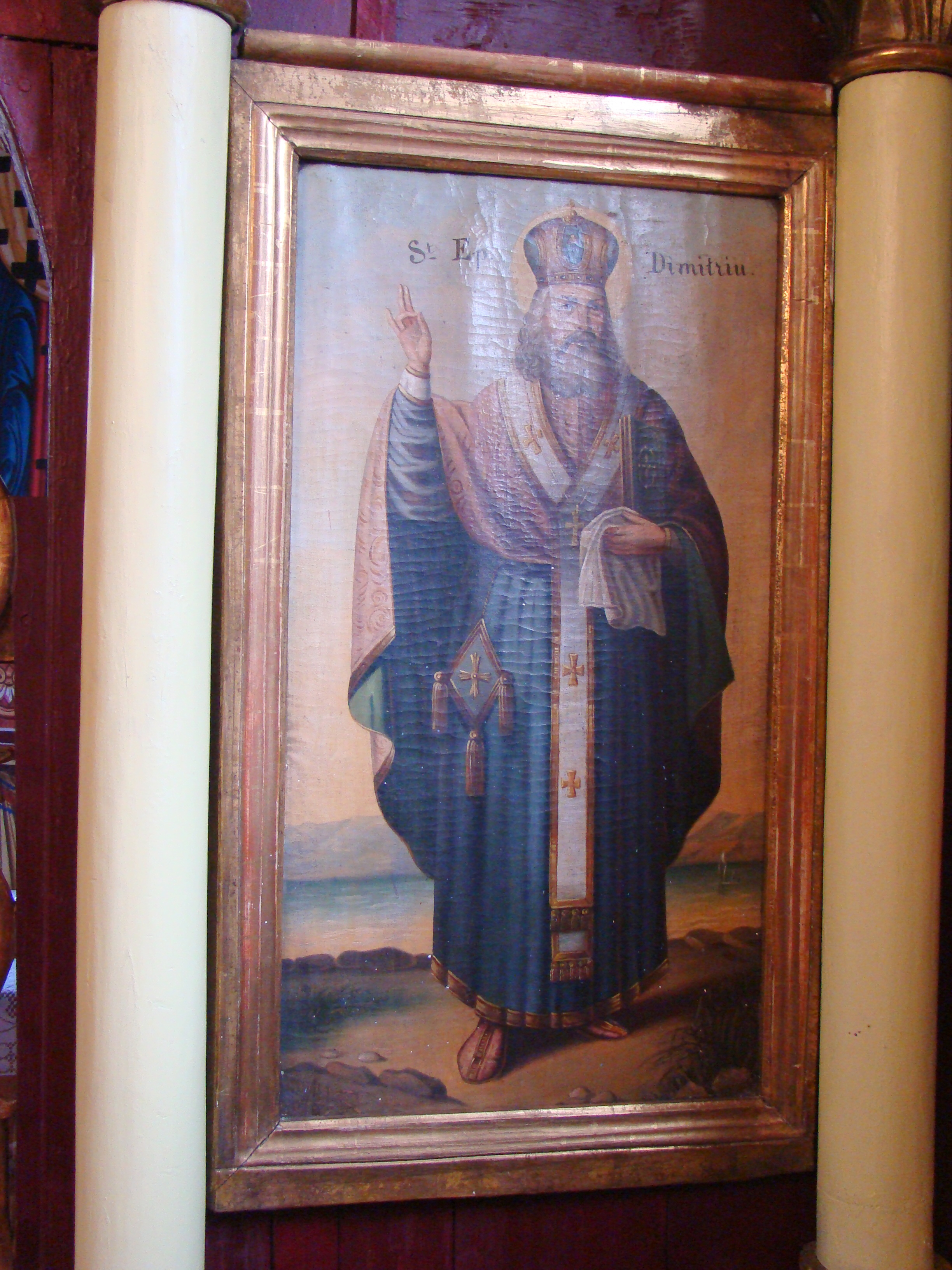
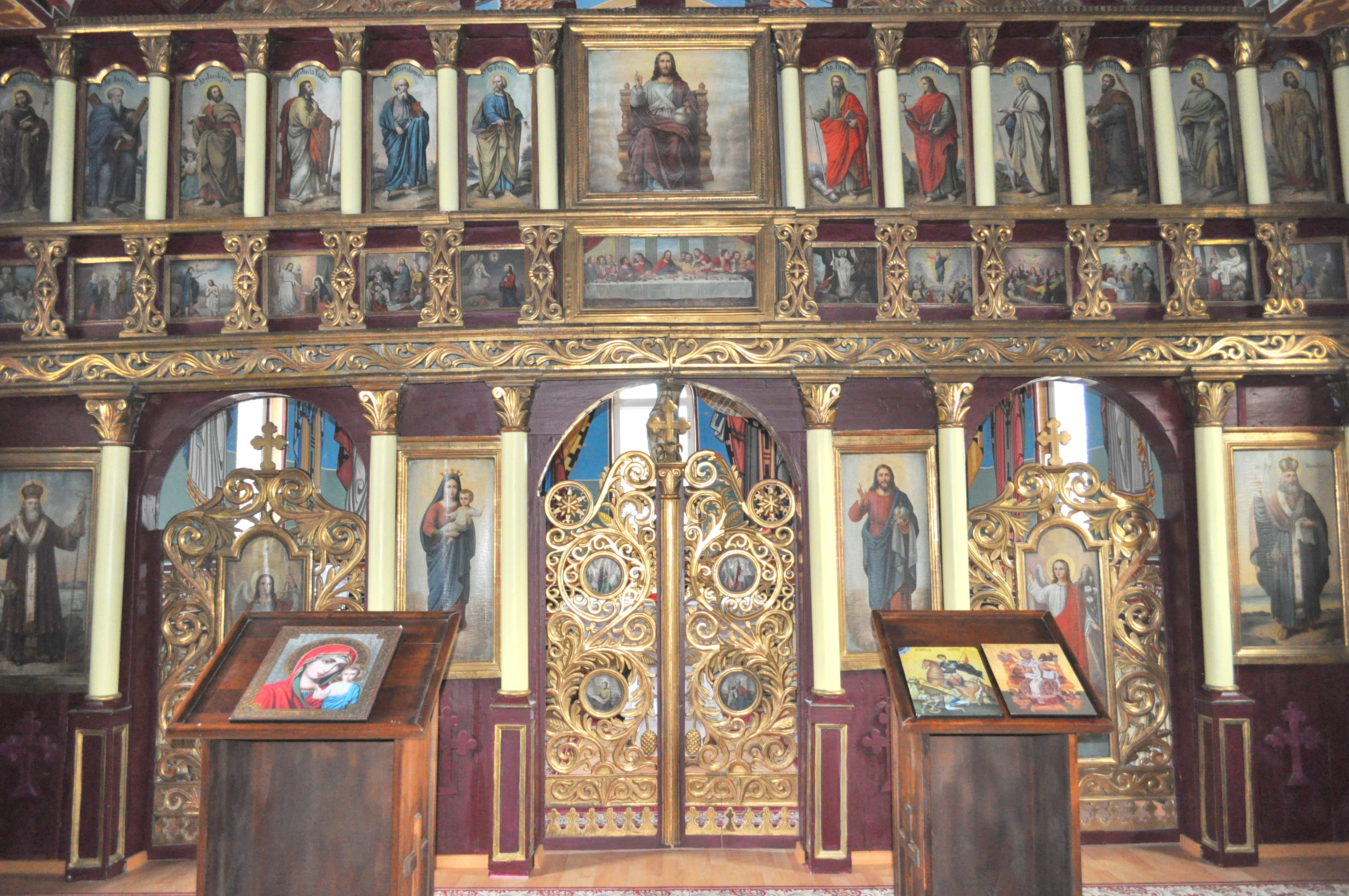
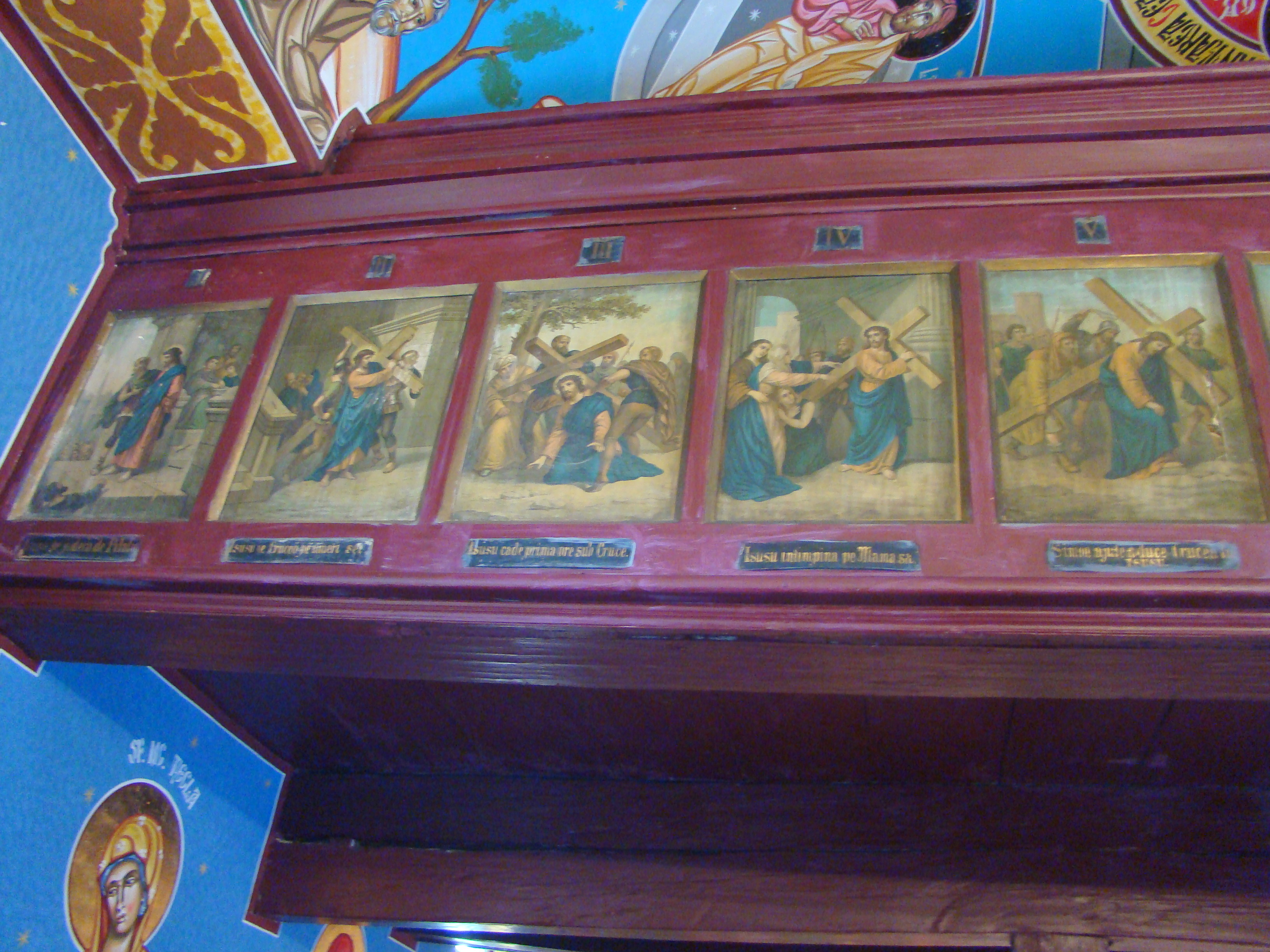
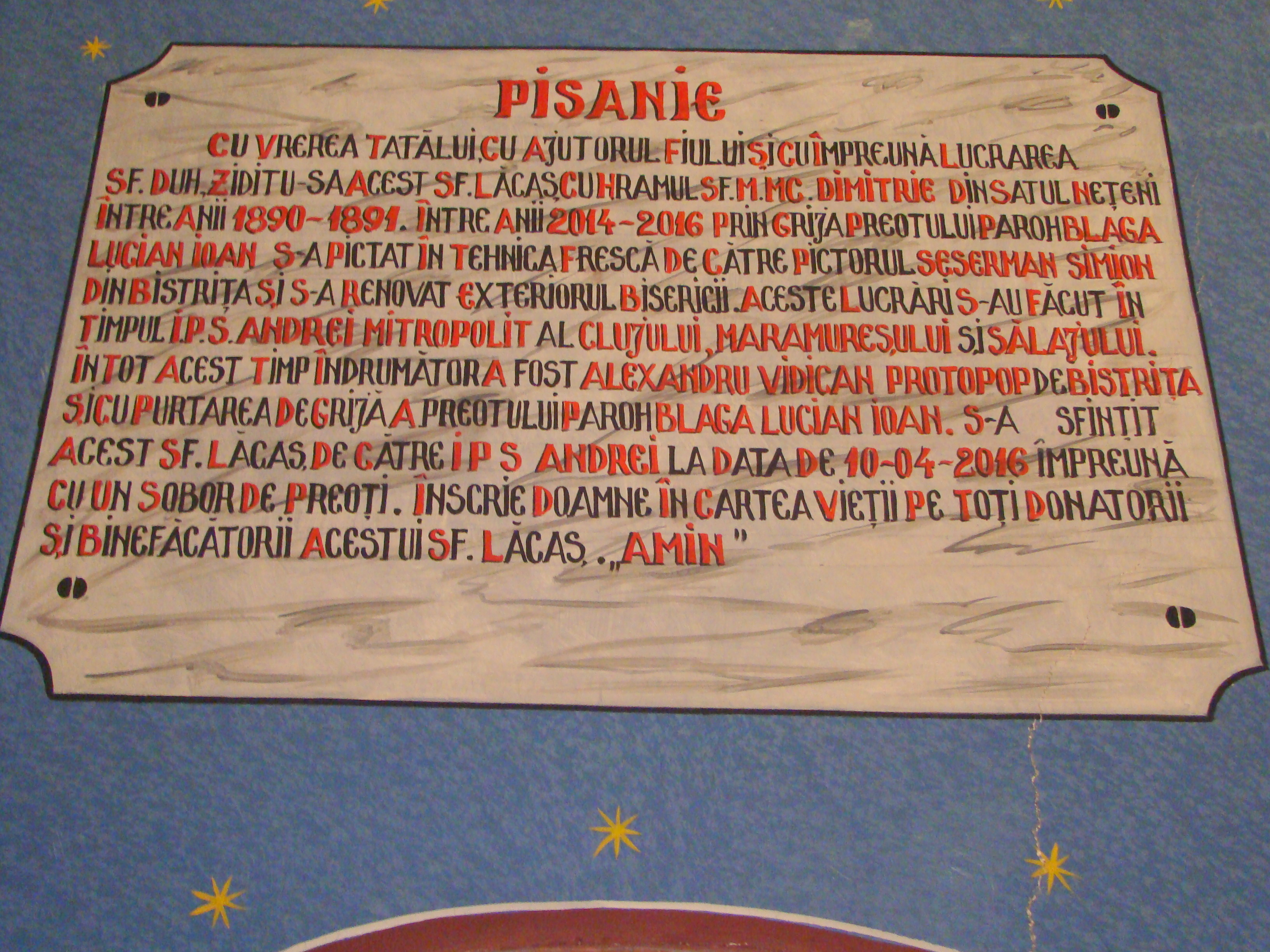
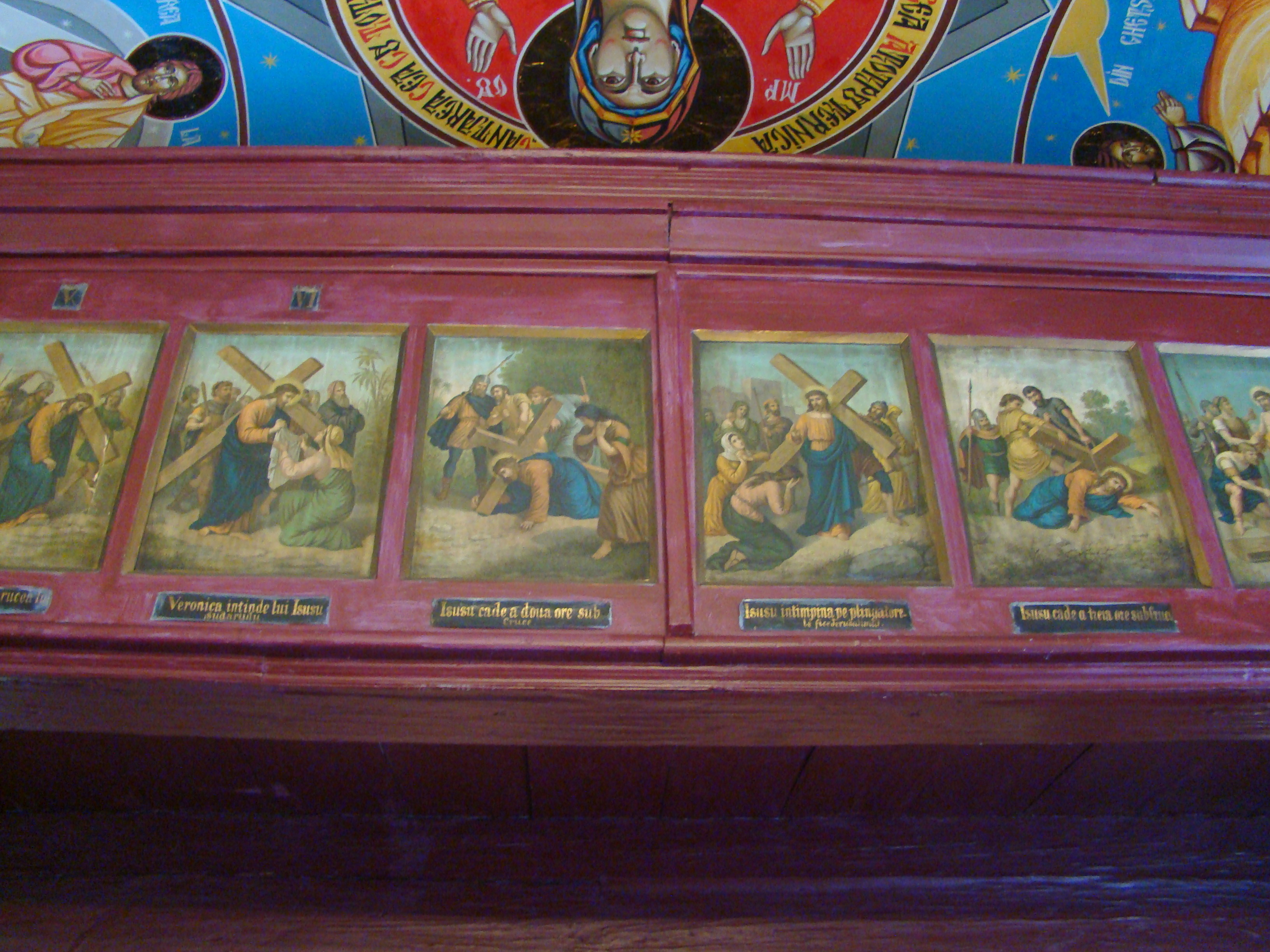
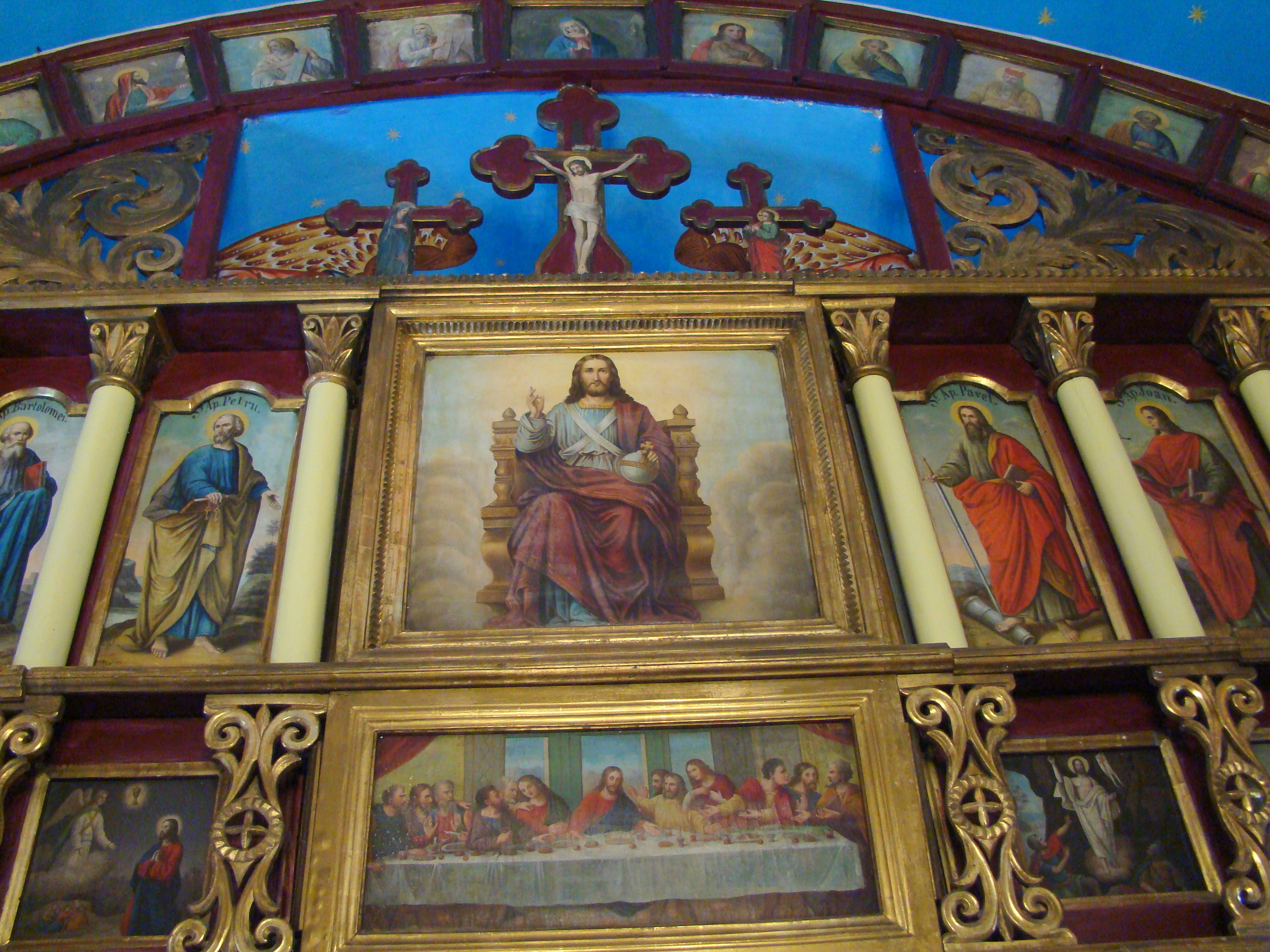
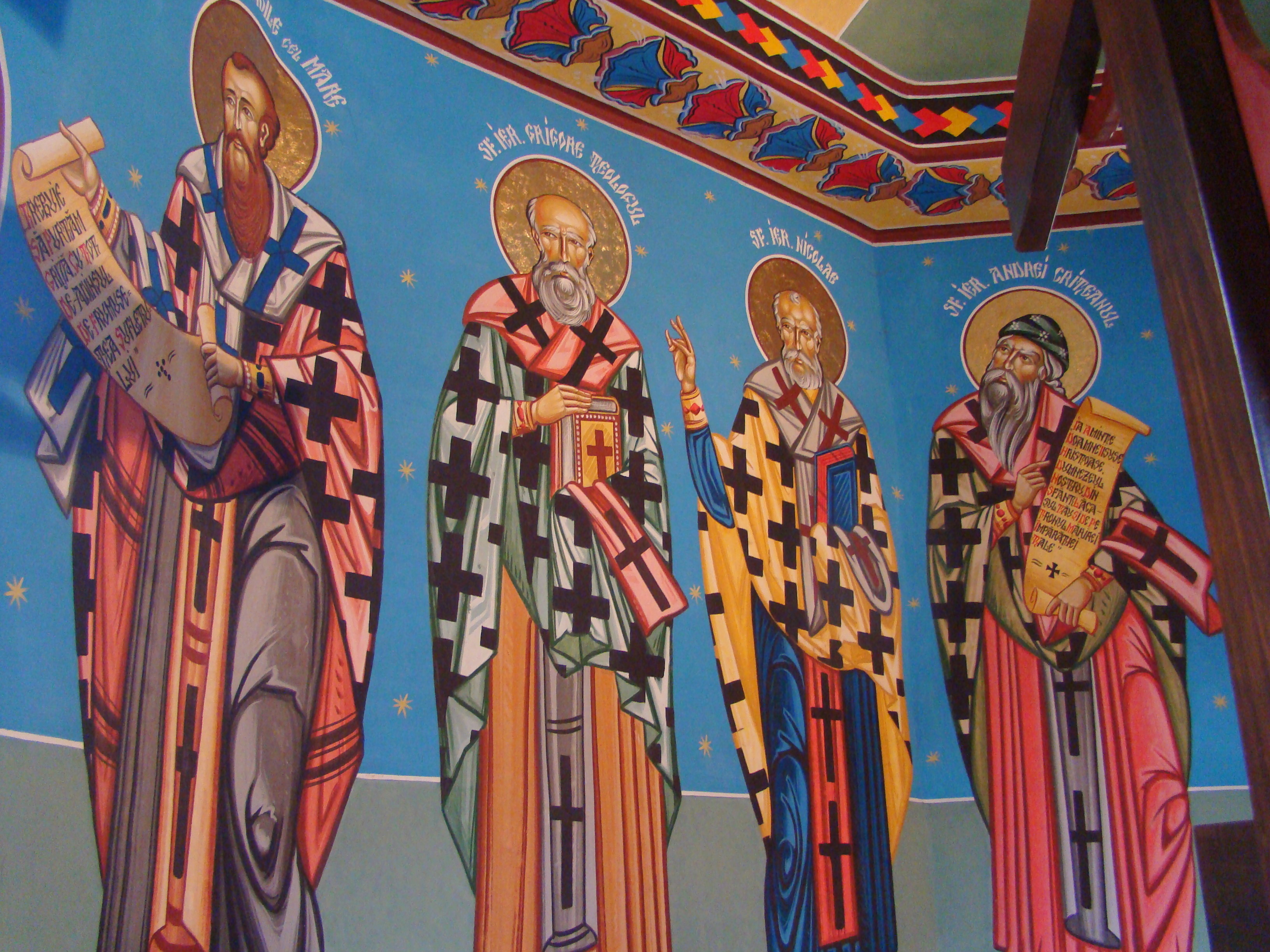
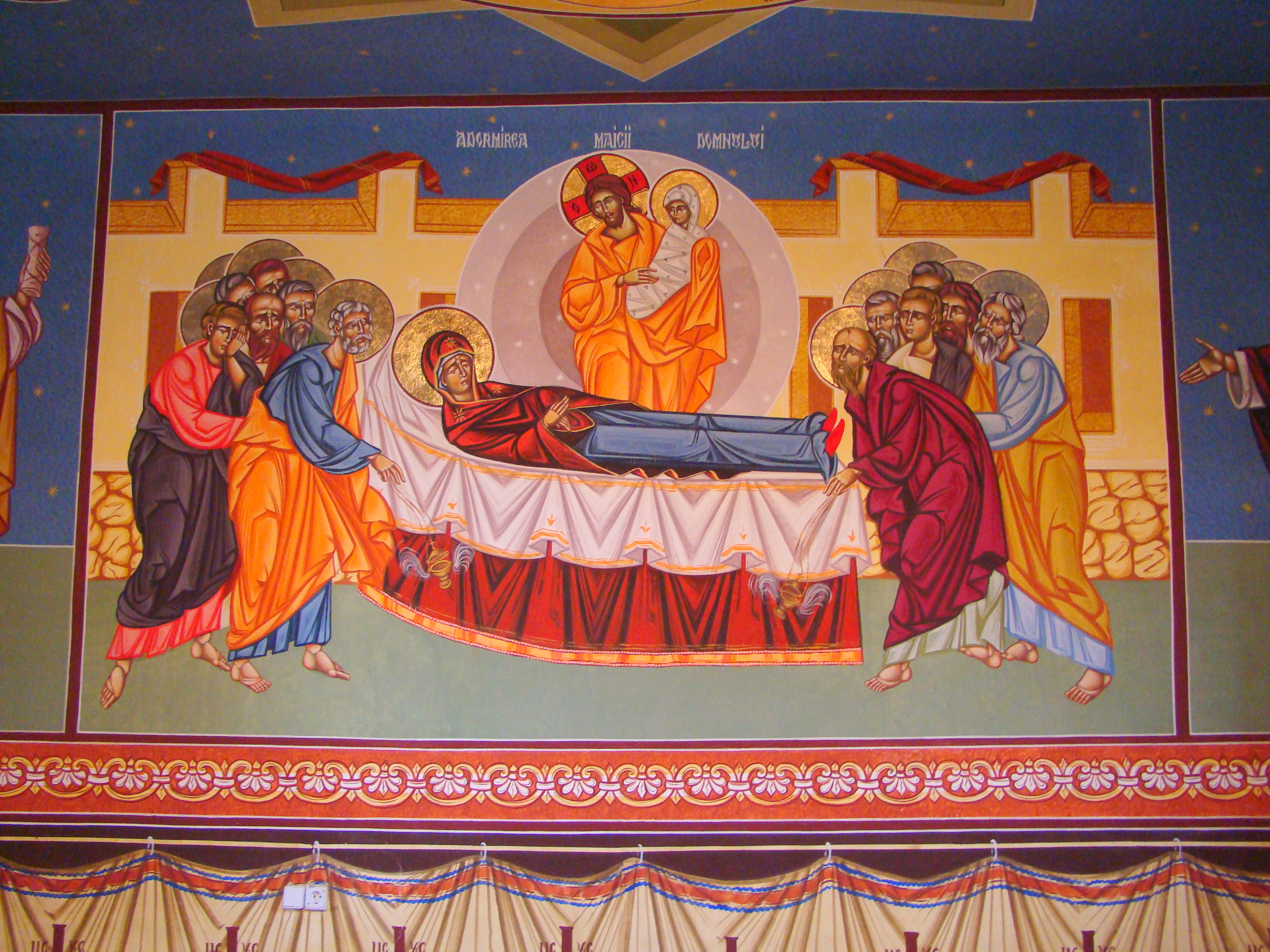
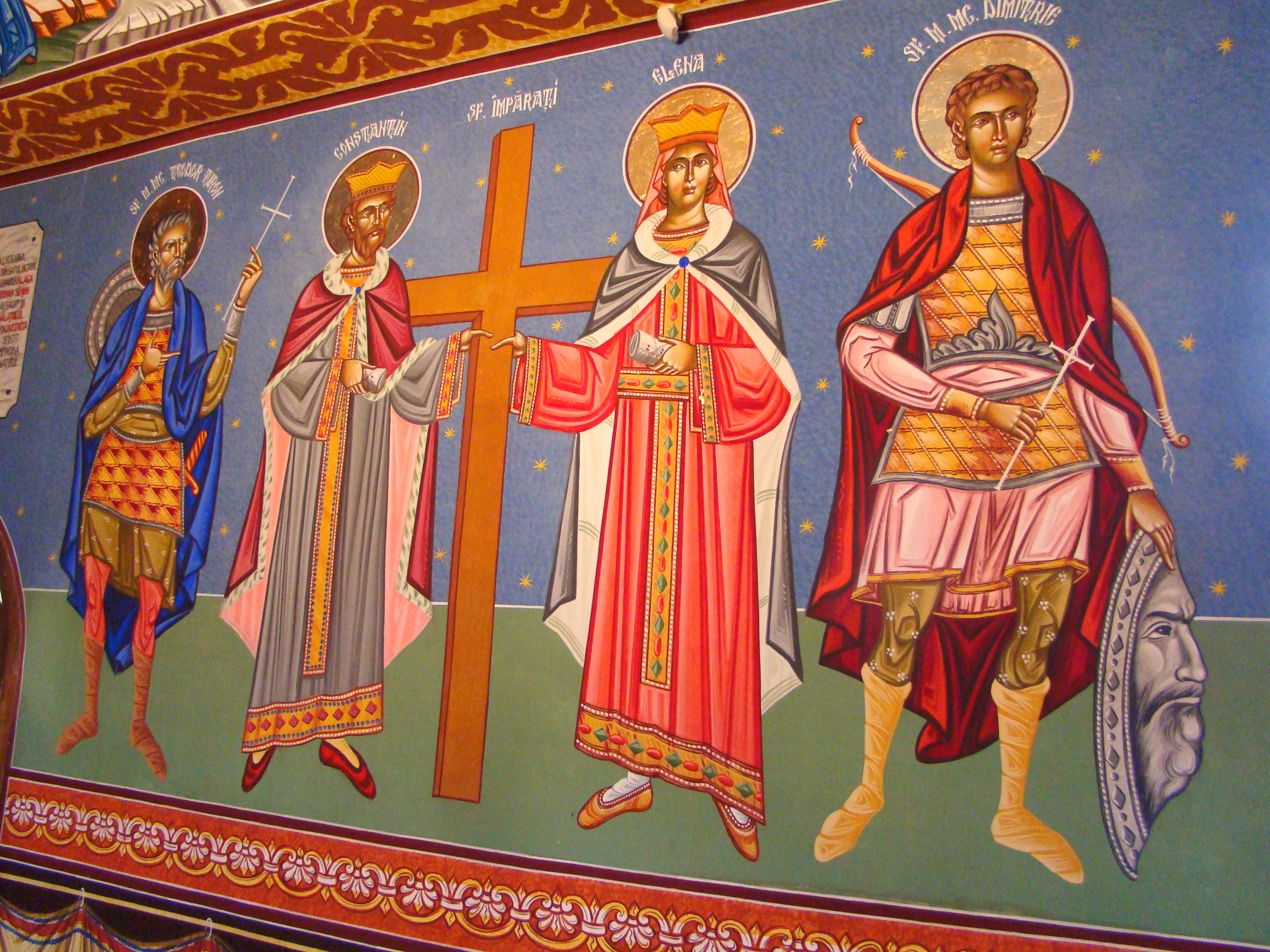